# 田中角栄
- 田中角栄
- 田中角榮

田中 角栄（たなか かくえい、旧字体：田中 角榮、1918年〈大正7年〉5月4日 - 1993年〈平成5年〉12月16日）は、日本の政治家、実業家、建築士。号は越山。
衆議院議員（16期）、郵政大臣（第12代）、大蔵大臣（第67・68・69代）、通商産業大臣（第31代）、自由民主党総裁（第6代）、内閣総理大臣（第64・65代）を歴任した。
自民党内最大派閥である田中派を率い、日本列島改造論を計画・実行し、他にも様々な政策を成し遂げたことでも有名であり、今太閤や影の総理などと呼ばれ、多大な影響力をもった政治家として知られる。

## 概説
自民党最大派閥の田中派（木曜クラブ）を率い、巧みな官僚操縦術を見せる田中は、党人政治家でありながら官僚政治家の特長も併せ持った稀な存在だった。次世代のリーダーの一人として自民党総裁の座を狙っていたころは、その膨大かつ明晰な知識と、徹底してやり抜く実行力から「コンピュータ付きブルドーザー」と呼ばれていた。大正生まれ初の内閣総理大臣であり、在任中には日中国交正常化や日中記者交換協定、金大中事件、第一次オイルショックなどの政治課題に対応した。政権争奪時に掲げた日本列島改造論による日本列島改造ブームは一世を風靡したが、その政策はインフレーションを招いてこれを狂乱物価と批判していた政敵の福田赳夫を蔵相に抜擢して日本は安定成長期に入った。その後の田中金脈問題によって首相を辞職、さらにアメリカ合衆国の航空機製造大手ロッキード社の全日本空輸への航空機売込みに絡んだ贈収賄事件、いわゆる「ロッキード事件」で逮捕され、自民党を離党した。
首相退任後やロッキード事件による逮捕後も田中派を通じて政界に隠然たる影響力を保ち続けたキングメーカーだったことから、マスコミからは「（目白の）闇将軍」の異名を取った。1972年（昭和47年）に総理大臣になると、高等教育を受けていないにもかかわらず努力一筋で首相にまで上り詰めた経歴から「今太閤」、「庶民宰相」、「豊臣秀吉」とも呼ばれた。また、天下人の太閤秀吉になぞらえ子飼いの武将の「七本槍」を彷彿とさせることから、中堅幹部は「七奉行」とマスコミに表現された。
道路法の全面改正や道路・港湾・空港などの整備を行う各々の特別会計法など、衆議院議員として33件の議員立法を成立させ、戦後の日本の社会基盤整備に正負両面にわたる大きな影響を与えた。また、社会基盤整備を直接担当する建設省や運輸省、大臣として着任していた通商産業省や郵政省などに強い影響力を持ち、政治家による官僚統制の象徴、族議員の嚆矢となった。
1972年8月7日の駐日アメリカ大使から本国への機密の報告書には「田中の粘り強さと決断力の源は、自らの力でのし上がってきた、その経歴にあると思われる。彼の大胆さと手段を問わないやり方は終戦直後の混乱からトップに登り詰めたことを反映している」とある。通産大臣時代に担当した戦後初の日米貿易摩擦とされる日米繊維交渉ではアメリカに対して粘り強く交渉し、貿易戦争の瀬戸際になるまで妥協しなかったこともあった。

## 生涯

### 生誕
1918年5月4日新潟県刈羽郡二田村大字坂田（後の同郡西山町、現：柏崎市）に父・田中角次（1886〜1964）、母・フメ（1891〜1978）の二男として生まれる。ただし長兄は早逝しており、実質的には7人の兄弟姉妹で唯一の男児（他に姉2人と妹4人）だった。田中家は農家だが父は牛馬商、祖父・田中捨吉（田中角右衞門の子）は農業の傍ら宮大工を業としていた。母は寝る間も惜しんで働き、「おばあさん子」だったという。幼少年時代に父がコイ養魚業、種牛の輸入で相次いで失敗し、家産が傾き、極貧下の生活を余儀なくされる。幼いころ、ジフテリアに罹患した後遺症で吃音症を患い、浪花節を練習して矯正した。
1933年（昭和8年）、二田尋常高等小学校（現：柏崎市立二田小学校）卒業。また田中自身も、大蔵大臣就任時の挨拶に見られるように「高小卒業」を一つのアピールにしていたことがある。小学校時代から田中は勉学に優れ、ずっと級長をしていたという。高等小学校の卒業式では答辞を読んだ。
なお、田中は最終学歴について「中央工学校」卒(1936年卒)と公称することが多かった。後に中央工学校の五代目校長に就任している。しかし、現在の中央工学校は専門学校として東京都から認可を受けているが、専門学校を含める「専修学校」という学校制度は1976年（昭和51年）に創設されたため、彼が在学当時の中央工学校は学校制度上の学校ではなかった。
二田尋常高等小学校（現：柏崎市立二田小学校）卒業後、田中は土木工事の現場で働くが一ヶ月で辞め、その後、柏崎の県土木派遣所に勤めた。旧制中学校への進学は、家の貧困と母の苦労から「気が進まなかった」という。

### 上京
1934年（昭和9年）3月、農村工業論を唱えて新潟県柏崎に工場建設していた理化学研究所の大河内正敏が「(自身を)書生に採用する」という話が持ち込まれ、それを機に上京する。だが東京に着いてみると書生の話は通っておらず、やむなく仮寓先としていた群馬に本社がある土建会社井上工業の東京支店に住み込みで働きながら、東京神田の中央工学校夜間部土木科に通った。
夜間部在学中に、保険業界専門誌『保険評論』を発行する小山哲四郎の書生になったり、輸入専門の貿易商「高砂商会」の配送員といった職にも就いたりした。
この頃になって、父親の事業が波に乗ってきたことで、大学に行く金を出してもいいと言ってきた。そのため、一時は海軍兵学校入校を目指し、理数系の旧制専門学校である「研数専門学校」英語系の正則英語学校に掛け持ちしたり、商業系「錦城商業学校」には4年次に編入で入学など複数の学校に通った。しかし、母が病で倒れたの報を受けて、海軍よりも稼げる実業系に志望を変えた。当時既に設立していた共栄建築事務所では海軍大尉の5倍を稼いでいた。通っていた学籍は放校となっている。

#### 中央工学校卒業後
1936年（昭和11年）3月、中央工学校夜間部土木科を卒業し、建築事務所に勤めるようになるが、事務所の主催者が軍に徴集されたため、1937年（昭和12年）春に独立して「共栄建築事務所」を設立する。これに前後して、日比谷のビルで大河内正敏と偶然エレベータに乗り合わせたことから知遇を得て、事務所は理研コンツェルンからの仕事を数多く引き受けた。このころ、仕事のかたわら実業学校である錦城商業学校（1936年商業4年修了） にも籍を置き、商事実務（コーポレート・ファイナンス）を学ぶ。 
1938年（昭和13年）、徴兵適齢のため受けた徴兵検査で甲種合格となり、現役兵たる騎兵として陸軍の騎兵第24連隊への入営が通知される。1939年（昭和14年）に入営し、4月より満州国富錦で兵役に就く。軍隊時に早稲田大学の「建築に関する専門講義録」を入手し勉強に励む。入営当初は内務班での私的制裁を古兵から受けたが、夏に勃発したノモンハン事件に古兵が動員されたことに加え、部隊内の事務や能筆といった技能により、上官に一目置かれるようになった。1940年（昭和15年）3月、入営から1年で陸軍騎兵上等兵となる。しかし、同年11月にクルップ性肺炎を発症、翌年2月内地に送還される。治癒後の1941年（昭和16年）10月に除隊、翌月に東京の飯田橋で田中建築事務所を開設し、1942年（昭和17年）3月に事務所の家主の娘、坂本はなと結婚した。家主は土木建築業者で、結婚によりその事業も受け継いだ。同年11月に長男正法（1947年9月、4歳で死亡）が、1944年（昭和19年）1月に長女眞紀子がそれぞれ誕生している。

#### 田中土建工業の設立
1943年（昭和18年）12月に、「共栄建築事務所」を改組して田中土建工業を設立した。理研コンツェルンとの関係も復活し、理化学興業（ピストンリング製造、現：リケン）などから仕事を請け負う。田中土建工業は年間施工実績で全国50位入りするまでになった。
1945年（昭和20年）2月、理化学興業の工場を大田（韓国のテジョン）に移設する工事のため、朝鮮半島に渡る。同年8月9日のソ連対日参戦で状況が変わったのを察して、降伏受諾の玉音放送前に朝鮮にある全資産の目録を「新生朝鮮に寄付する」と現地職員に渡した。敗戦後の8月下旬に朝鮮半島から引き揚げた。田中土建工業は戦災を免れる。

### 戦後の政界入り

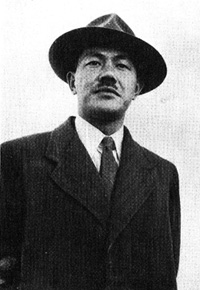
長岡鉄道社長時代の田中

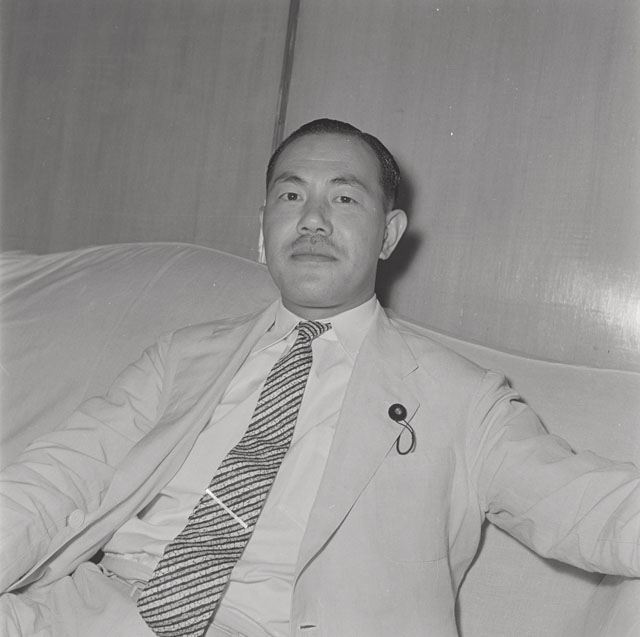
「泥沼の政界決算白書――決算委員誌上討論會」（『文藝春秋』32巻16号、文藝春秋新社、1954年10月）に掲載された肖像写真

#### 日本進歩党
1945年11月に戦争中より田中土建工業の顧問だった進歩党代議士の大麻唯男からの要請で献金を行ったことをきっかけに、大麻の依頼により1946年4月の第22回衆議院総選挙に進歩党公認で、郷里の新潟2区（当時は大選挙区制でのちの中選挙区制での区とは異なる）から立候補する。田中は1月から地元に乗り込んで選挙運動を行ったが、有力者に与えた選挙資金を流用されたり、見込んでいた支援者が立候補するといった誤算もあり、候補37人中11位（定数は8）で落選した。この選挙の時に、「三国峠を崩せば新潟に雪は降らなくなり、崩した土砂で日本海を埋めたら、佐渡まで陸続きになる」という演説をした。

#### 民主党
翌1947年4月、日本国憲法による最初の総選挙となった 第23回総選挙に、新たに設定された中選挙区制の新潟3区（定数5）から、進歩党が改組した民主党公認で立候補し、12人中3位（39,043票）で当選する。民主党は日本社会党・国民協同党の3党連立による片山内閣与党となったが、1947年11月に炭鉱を国家管理する臨時石炭鉱業管理法が提出されると、田中は本会議で反対票を投じ、他の14名とともに離党勧告を受ける。 

#### 同士クラブ（民主クラブ）から民主自由党
同様の理由で除名・離党した民主党議員と共に11月28日結成された同志クラブ（のち民主クラブ）に加盟した。民主クラブは1948年3月に、吉田茂を党首とする日本自由党と合同して民主自由党となる。この政党再編により、田中は吉田茂の知遇を得た。民主自由党で田中は「選挙部長」の役に就く。
1948年10月、芦田内閣が昭和電工事件により総辞職すると、後継首相として野党第一党党首であった吉田茂が浮上するが、連合国軍最高司令官総司令部民政局は吉田を嫌い、幹事長の山崎猛を首班とする工作を行った（山崎首班工作事件）。しかし、民主自由党内からの反対によりこの工作は潰え、第2次吉田内閣が発足する。新内閣で田中は法務政務次官に就任した。まもなく、1年前の炭鉱国家管理法案をめぐって炭鉱主側が反対議員に贈賄したとされる疑惑（炭鉱国管疑獄）が表面化し、11月23日には田中の自宅や田中土建工業が東京高等検察庁に家宅捜索される。12月12日、衆議院は逮捕許諾請求を可決し、翌日田中は逮捕されて東京拘置所に収監された。田中の主張は、受け取った金銭はあくまで相手からの請負代金であり、贈収賄ではないとするものだった。
直後の1948年12月23日に衆議院は解散し、第24回総選挙が実施される。この選挙に田中は獄中立候補する。政治資金も底をつきかけた状況で、1949年1月13日に保釈されたものの、わずか10日間の運動しかできない中、1月23日の選挙では2位で再選を果たした。地元である柏崎市や刈羽郡で得票を減らす一方、北魚沼郡や南魚沼郡で前回の二倍に票を増やした。都会ではない「辺境」の地域、その中でも有力者ではない下層の選挙民、そして若い世代が田中を支持した。炭鉱国管疑獄は1950年4月に東京地方裁判所の一審で田中に懲役6か月・執行猶予2年の判決が下るが、1951年6月の東京高等裁判所の二審では、田中に対する請託の事実が認められないとして逆転無罪となった。
再選後の田中は国会で衆議院建設委員会に所属し、生活インフラ整備と国土開発を主なテーマに活動した。田中が提案者として関わった議員立法は33本にも及んだ。その主なものとして建築士法 や公営住宅法などがある。公営住宅法では、池田勇人蔵相に増額を説得し、後に日本住宅公団が設立された。また道路法の全面改正に取り組み、この改正法も自らが提案者となって1952年に成立した。二級国道の制定で国費投入の範囲を広げ、道路審議会を設置して「陳情」の民意を反映させる方式を取り入れた。1953年には、建設省官僚の意も受ける形で、道路整備費の財源等に関する臨時措置法を議員立法として提出し、「ガソリン税（揮発油税）相当分」を道路特定財源とすることを可能にした。

#### 自由党
民主自由党は1950年3月に自由党となる。
政界外では、長岡鉄道（後の越後交通長岡線）の沿線自治体から、路線の存続と電化を実現させる切り札として要望を受け、1950年10月に同路線を運営する長岡鉄道株式会社の社長に就任した。田中は電化を実現させるため、鉄道省OBで「電化の神様」といわれた西村英一に依頼したり、やはり鉄道省OBの佐藤栄作を顧問に呼ぶなどの手を打ち、1951年12月に電化を実現させる。電化に際しての莫大な費用は国庫から捻出されたが、これは大蔵大臣だった池田勇人が一肌脱ぎ、池田が創設した日本開発銀行が巨額の融資を行った。これを契機に西村は晩年まで田中の支援者となる。また、それまで大野市郎や亘四郎の地盤であった（長岡鉄道沿線の）三島郡で支持を広げることとなった。この効果も寄与する形で、田中は1952年10月の第25回衆議院議員総選挙では初めてトップ当選を果たしている。
このほか、1953年4月には、母校の中央工学校の校長に就任している。1972年に退任。また、同じく1953年に『越山会』が誕生した。
田中は1954年には、吉田茂率いる自由党の副幹事長に就任。「吉田十三人衆」と呼ばれる側近の一人と目されるようになった。
1955年3月、衆議院商工委員長に就任する。

### 自由民主党結党後・幹部や閣僚を歴任
1955年11月の保守合同で自由党は日本民主党と共に自由民主党を結党し、田中も参画する。
- 1957年（昭和32年）7月 - 第1次岸信介改造内閣で郵政大臣に就任。戦後、初めて30代で国務大臣に就任した。テレビ局と新聞社の統合系列化を推し進め、その強力な権力と指導力により、現在の新聞社 - キー局 - ネット局体制の民間放送の原型を完成させる。その過程で官僚のみならず報道機関も掌握した。特に民放テレビ局の放送免許（とりわけ地方テレビ局の無線局免許状交付の可否）を郵政省の影響下に置いたことは、その後の田中に飛躍の原動力になった。
- 1961年（昭和36年）7月 - 自由民主党政務調査会長。
- 1962年（昭和37年）7月 - 第2次池田勇人内閣の改造で大蔵大臣。雪は春に溶けるからと災害に認められていなかった豪雪のサンパチ豪雪に、田中角栄大蔵大臣が初めて災害救助法を適用させた[52]。第1次佐藤栄作内閣まで留任。
- 1965年（昭和40年）6月 - 大蔵大臣を辞任し、自由民主党幹事長に就任。
- 1966年（昭和41年）
  - 6月 - 社団法人日本空手協会会長に就任。（1968年5月辞任）
  - 12月 - 幹事長を辞任。
- 1968年（昭和43年）
  - 5月 - 自民党都市政策調査会長として「都市政策大綱」を発表。
  - 11月 - 幹事長に復帰。
- 1969年（昭和44年）
  - 4月 - 眞紀子が鈴木直人元衆議院議員の三男、直紀と結婚。直紀は田中家に婿入り、この時の条件は以下[53]。

一．直紀を父・直人の選挙区だった福島3区から衆議院選挙に立てること。
二．田中家の全財産は将来、直紀に譲ること。
三．以上の約束を披露宴で公表すること。
- 8月 - 大学の運営に関する臨時措置法（大学管理法）成立を働きかけ、大学紛争を収束に導く。

- 1970年（昭和45年）9月 - 産経新聞の購読を通じた党への支持を求める幹事長通達を、「取扱注意・親展」で全国の県支部連合会と支部（党所属衆議院議員）に出していたことが発覚。
  - 11月4日の参議院決算委員会で上記を社会党の和田静夫に取り上げられた。
  - 9月10日、真紀子と直紀の間に初孫田中雄一郎が誕生する。
- 1971年（昭和46年）
  - 7月 - 第3次佐藤栄作内閣の改造で通商産業大臣。
  - 10月 - 日米繊維交渉が決着。
- 1972年（昭和47年）
  - 5月9日 - 佐藤派から81人の議員を引き連れ、派内派（田中派）を結成[56][57]。
  - 6月 - 『日本列島改造論』を発表。
  - 7月5日 - 佐藤栄作が支持した福田赳夫を破り自由民主党総裁に就任。
  - 7月6日 - 第1次田中内閣が成立。初の大正生まれの首相であり史上初の新潟県出身の首相である。各種機関の内閣支持率調査で70%前後の支持を集める。なお、田中の次の大正生まれの首相は5代後の中曽根康弘。

### 総理大臣
- 1972年（昭和47年）

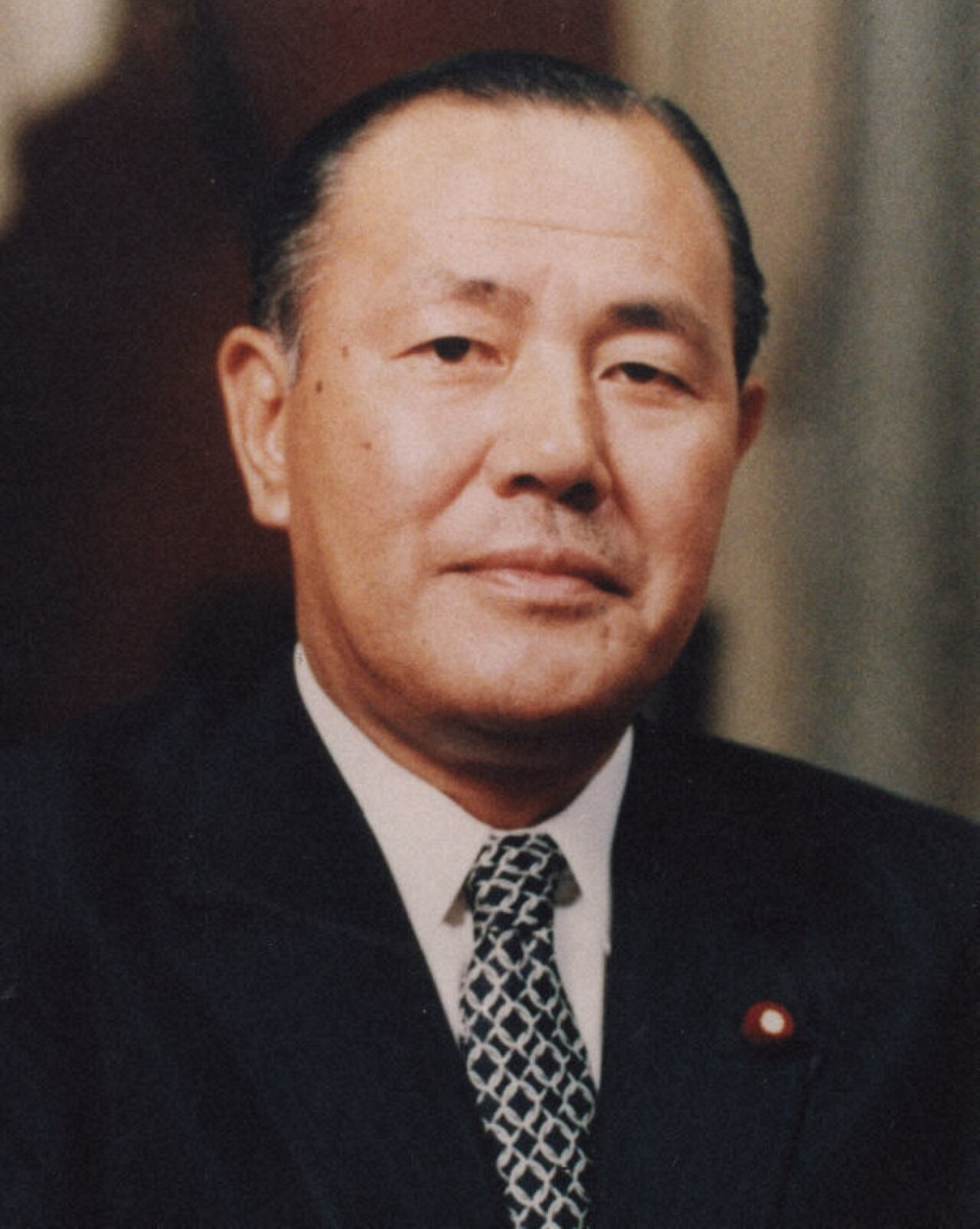
内閣総理大臣に就任したころの肖像写真

  - 9月 - 日米首脳会談後に中華人民共和国を訪問。北京で周恩来首相や毛沢東共産党主席と会談。9月29日、両国の共同声明により日中国交正常化[58] が実現し、日華平和条約の終了を確認。この際、田中は周恩来から一枚の色紙を渡され喜んでいる写真が新聞に掲載された。色紙の言葉は「言必信行必果」と書かれてあった。しかし、この言葉は論語から引用したもので、この言葉のあとに「硜硜然小人哉」と続く。この記事を見て安岡正篤は、この言葉の真の意味も知らないで喜んでいる田中を見て、田中の教養のなさと中華人民共和国のしたたかさを周りの人にと指摘したといわれる。諸橋轍次『中国古典名言事典』（講談社刊）では、「その言葉は必ず真実であり、やるべきことは必ずやりとげる。それは士として持つべき資質だ。しかしながら、もしそれだけの人だとしたら、人間として小さい」と訳されている[59][60][61][62]。同日、中華民国が対日国交断絶を発表[63]。
  - 12月 - 第33回総選挙。自由民主党は過半数確保も議席減、日本共産党が躍進[64]。12月22日、第2次田中内閣発足で挙党一致体制へ。
- 1973年（昭和48年） - 地価や物価の急上昇が社会問題化。
  - 5月 - 小選挙区制導入（小選挙区比例代表並立制）を提案。野党と世論の猛反発を浴びて撤回に追い込まれた（カクマンダーと称された）。
  - 8月 - 金大中事件発生。東西冷戦下において当時の朴正煕政権を支持するとの立場から、韓国側の一方的な政治決着を受け入れた[65]。
  - 9月 - 西ヨーロッパ訪問。
  - 10月 - ソビエト連邦訪問[66]。日ソ共同宣言時の鳩山一郎以来であり、ブレジネフソ連共産党書記長との会談において、「第二次大戦の時からの未解決の諸問題を解決して、平和条約を締結する」との日ソ共同声明が出された。日本政府はこの共同声明を根拠に、首脳会談でブレジネフから「北方領土問題が未解決である」ことの言質を得たと認識しているが、日ソの共同文書には「領土問題が存在している」旨の明記はなされなかった。一方、経済協力についてはシベリア開発などでの進展が見られた。
  - 10月16日 - 第四次中東戦争から第一次オイルショックが発生。中東政策をイスラエル支持からアラブ諸国支持に転換するとともに中東地域以外からのエネルギーの直接確保に努めた[67]。
  - 11月 - 内閣改造。愛知揆一蔵相の急死で、福田赳夫が大蔵大臣に就任。需要抑制・省エネルギー政策へ転換し、電源開発促進税法など電源三法を成立させ柏崎刈羽原子力発電所への補助金へ充てる。
  - 12月 - 物価・地価上昇など経済失政への批判が高まる中、このころから翌年初に行われた各社世論調査で、内閣支持率が軒並み20%を割るようになる[68]。
- 1974年（昭和49年）
  - 1月 - 東南アジア訪問。インドネシアの首都ジャカルタで反日デモ（マラリ事件）に遭遇する[69]。
  - 7月 - 第10回参議院選挙。ヘリコプターをチャーターし、栃木県を除く46都道府県に訪れて演説などの選挙活動を行うが、議席は伸び悩み、参議院は伯仲国会になる。三木武夫や福田赳夫が閣外へ去る[70]。
  - 9月 - メキシコ訪問。日本メキシコ学院の設立のための援助資金を持ち、エチェベリア大統領（当時）との会談の結果、「両国民の相互理解のために画期的な重要性を有するものであって、早期建設を支援する」旨の共同声明を発表。
  - 10月 - 月刊誌『文藝春秋』（1974年11月号）が、立花隆「田中角栄研究」、児玉隆也「淋しき越山会の女王」を掲載し田中金脈問題を追及、首相退陣の引き金となる[50][71][72][73]。
  - 11月 - 日本外国特派員協会における外国人記者との会見や国会で金脈問題の追及を受け[73][74]、第2次内閣改造後に総辞職を表明。フォード米大統領（当時）が来日して会談。現職アメリカ合衆国大統領の訪日は初めて。
  - 12月9日 - 田中内閣総辞職。椎名裁定により三木内閣発足[75]。通算在職日数は886日。

### 総理退陣後
- 1976年（昭和51年）

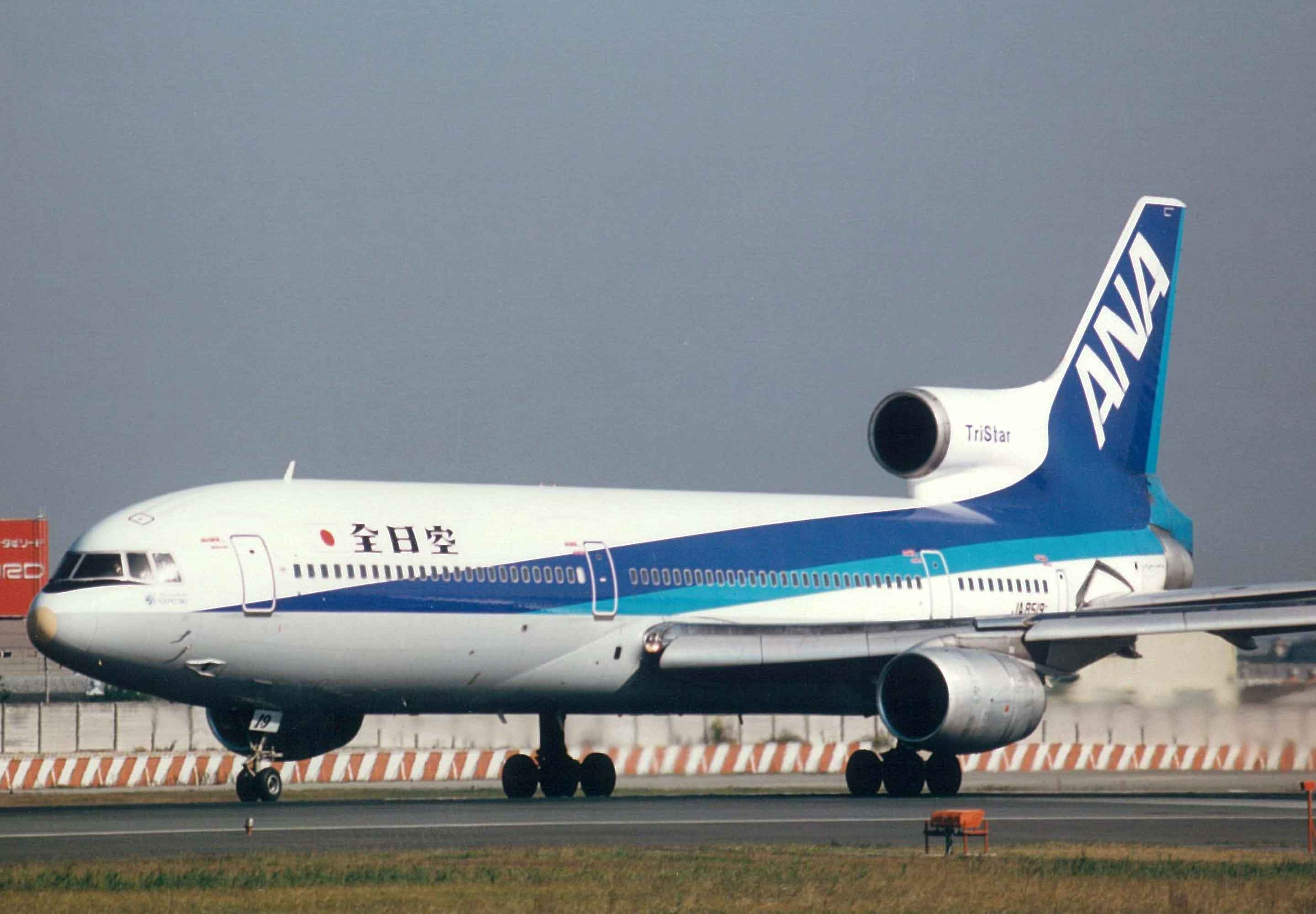
全日本空輸が購入したロッキード社のL-1011トライスター

  - 2月 - ロッキード事件発生。アメリカ合衆国の上院外交委員会で、ロッキード社による航空機売り込みの国際的リベート疑惑が浮上。
  - 7月27日 - ロッキード社による全日本空輸に対する売りこみにおける5億円の受託収賄罪と外国為替・外国貿易管理法違反の容疑により、秘書の榎本敏夫などと共に逮捕される。また全日本空輸とロッキードの販売代理店の丸紅の社長以下数人の社員も逮捕された。なお、総理経験者の政治家が逮捕されるのは昭和電工事件の芦田均以来。逮捕時に自民党を離党し、以後無所属に。
  - 8月 - 保釈。
  - 12月 - 第34回総選挙。トップ当選するが、自民党は大敗し、三木内閣は総辞職、福田赳夫内閣発足。
- 1978年（昭和53年）12月 - 第1次大平内閣発足。田中が強く支持。
- 1979年（昭和54年）10月 - 第35回総選挙。トップ当選するが、自民党は大敗し、その後の「四十日抗争」で田中は大平正芳を支持。党分裂の危機へ。
- 1980年（昭和55年）6月 - 第36回総選挙。参議院とのダブル選挙。トップ当選し、自民党も圧勝。その後の鈴木善幸内閣発足を支持。この時、同じ新潟3区から、元越山会青年部長の桜井新が自民党公認で初当選。
- 1982年（昭和57年）11月 - 第1次中曽根内閣発足。田中の全面的な支持を受け、「田中曽根内閣」と揶揄される。上越新幹線暫定開業（大宮 - 新潟）。
- 1983年（昭和58年）
  - 10月 - ロッキード事件の一審判決。東京地方裁判所から懲役4年、追徴金5億円の実刑判決を受け、即日控訴（「不退転の決意」）。
  - 12月 - 第37回総選挙。11月28日に衆議院解散（田中判決解散）。22万票の圧倒的支持を集めて当選。田中批判を唱えて新潟3区から立候補した前参議院議員の野坂昭如は落選。直紀も福島3区から初当選。ただし、自民党は大敗し、中曽根康弘総裁が「いわゆる田中氏の政治的影響を一切排除する」声明を発表。
- 1984年（昭和59年）
  - 10月30日 - 自民党総裁選。田中派（木曜クラブ）会長の二階堂進副総裁を擁立する構想が起こり、田中は中曽根再選を支持。
  - 12月 - 田中派内の中堅・若手により、「創政会」の設立準備が進められる[76]。
- 1985年（昭和60年）
  - 2月7日 - 創政会が発足。出席者は40名[77]。
  - 2月27日 - 脳梗塞で倒れ入院[78]。言語症や行動障害が残り、以降政治活動は不可能に。
  - 6月 - 田中事務所が閉鎖。
  - 9月 - ロッキード事件控訴審開始、田中は欠席。
  - 10月 - 関越自動車道全通。
- 1986年（昭和61年）7月 - 第38回総選挙。トップ当選。田中は選挙運動が全く行えず、越山会などの支持者のみが活動。自民党は圧勝。4年近くの任期中、田中は一度も登院できなかった。
- 1987年（昭和62年）
  - 7月4日 - 竹下が経世会を旗揚げ[79]。田中派の大半が参加。二階堂グループは木曜クラブに留まり、中間派も含めて田中派は分裂。
  - 7月29日 - ロッキード事件の控訴審判決。東京高等裁判所は一審判決を支持し、田中の控訴を棄却。田中側は即日上告。
  - 10月 - 竹下が田中邸を訪問。眞紀子に門前払いされる。後に皇民党事件として表面化。
  - 11月 - 竹下内閣が発足。
- 1989年（平成元年）10月 - 次期総選挙へ田中角栄が出馬しないことを直紀が発表。
- 1990年（平成2年）
  - 1月24日 - 衆議院解散により政界を引退。衆議院議員勤続43年、当選16回。各地の越山会も解散。
  - 2月 - 第39回総選挙。元越山会員で前小千谷市長の星野行男が自民党公認で当選。
- 1992年（平成4年）
  - 8月 - 中国訪問。中国政府の招待で20年ぶりに訪中し、眞紀子などが同行。
  - 12月 - 経世会が分裂。
- 1993年（平成5年）
  - 7月 - 第40回総選挙。眞紀子が自らの選挙区だった新潟3区から無所属で出馬し、初当選。田中自らも病をおして新潟入りし、眞紀子の応援をする。後に自民党へ入党。選挙で過半数を下回った自民党は下野し、元田中派所属の日本新党細川護熙による非自民8党連立内閣が発足。
  - 12月16日 - 午後2時4分に慶應義塾大学病院にて痰が喉につかえたことからくる肺炎のため75歳で死去[1]。戒名は政覚院殿越山徳栄大居士。墓所は新潟県柏崎市（旧西山町）田中邸内。ロッキード事件は上告審の審理途中で公訴棄却となる。内閣総理大臣を1年以上在任した人物には正二位・大勲位菊花大綬章以上に叙されることが慣例となっているが、田中は有罪判決を受けた刑事被告人のまま死去したため、位階勲章は与えられなかった。なお、葬儀は自民党・田中家合同葬で執り行われた[80]。田中の死去に伴い、福田赳夫が最古参の首相経験者となった（最高齢も福田のまま）。

### 没後

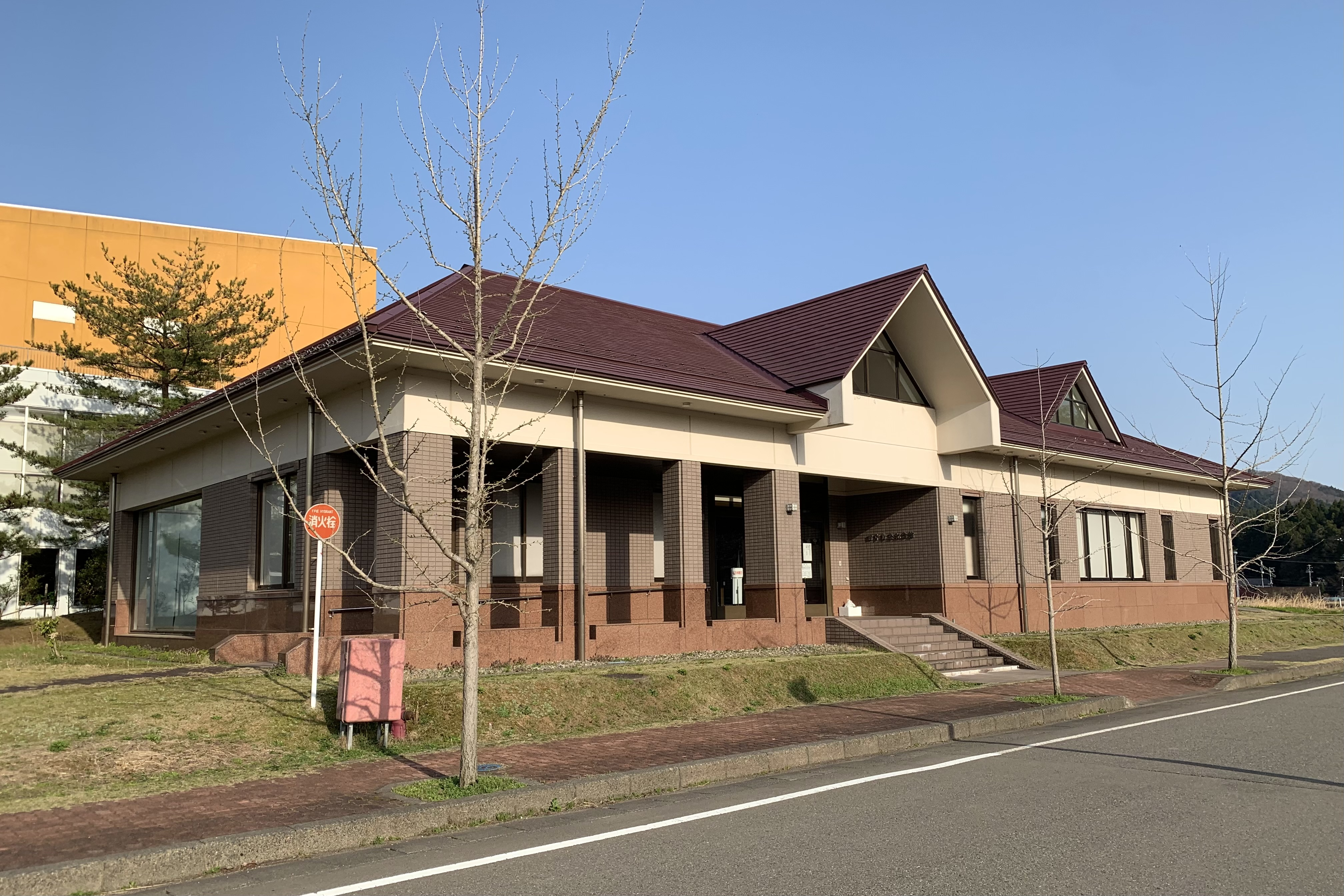
田中角栄記念館

- 1995年（平成7年）2月 - 榎本敏夫に対するロッキード事件上告審の判決理由で、最高裁判所が田中の5億円収受を認定する（首相の犯罪）。
- 1998年（平成10年）4月 - 新潟県刈羽郡西山町（現・柏崎市）に「田中角榮記念館」が開館[81]。
- 2007年（平成19年）7月16日 - 新潟県中越沖地震で墓石が倒壊する。
- 2009年（平成21年）3月 - 朝日新聞の『「昭和」といえば何を思い浮かべますか… 全国世論調査』において、人物の分野で回答の21%を占め3位以下を引き離し2位となった[82]（1位は31%の昭和天皇であった）。
- 2012年（平成24年）12月16日 - 第46回衆議院議員総選挙にて角栄の地盤を受け継いだ娘の田中眞紀子が落選する（この日は角栄の命日）。
- 2016年（平成28年）7月10日 - 第24回参議院議員通常選挙にて娘婿の田中直紀が落選し、角栄の当選から70年近く国会に存在していた田中家の議席が消滅した。

## 人物

### 生活

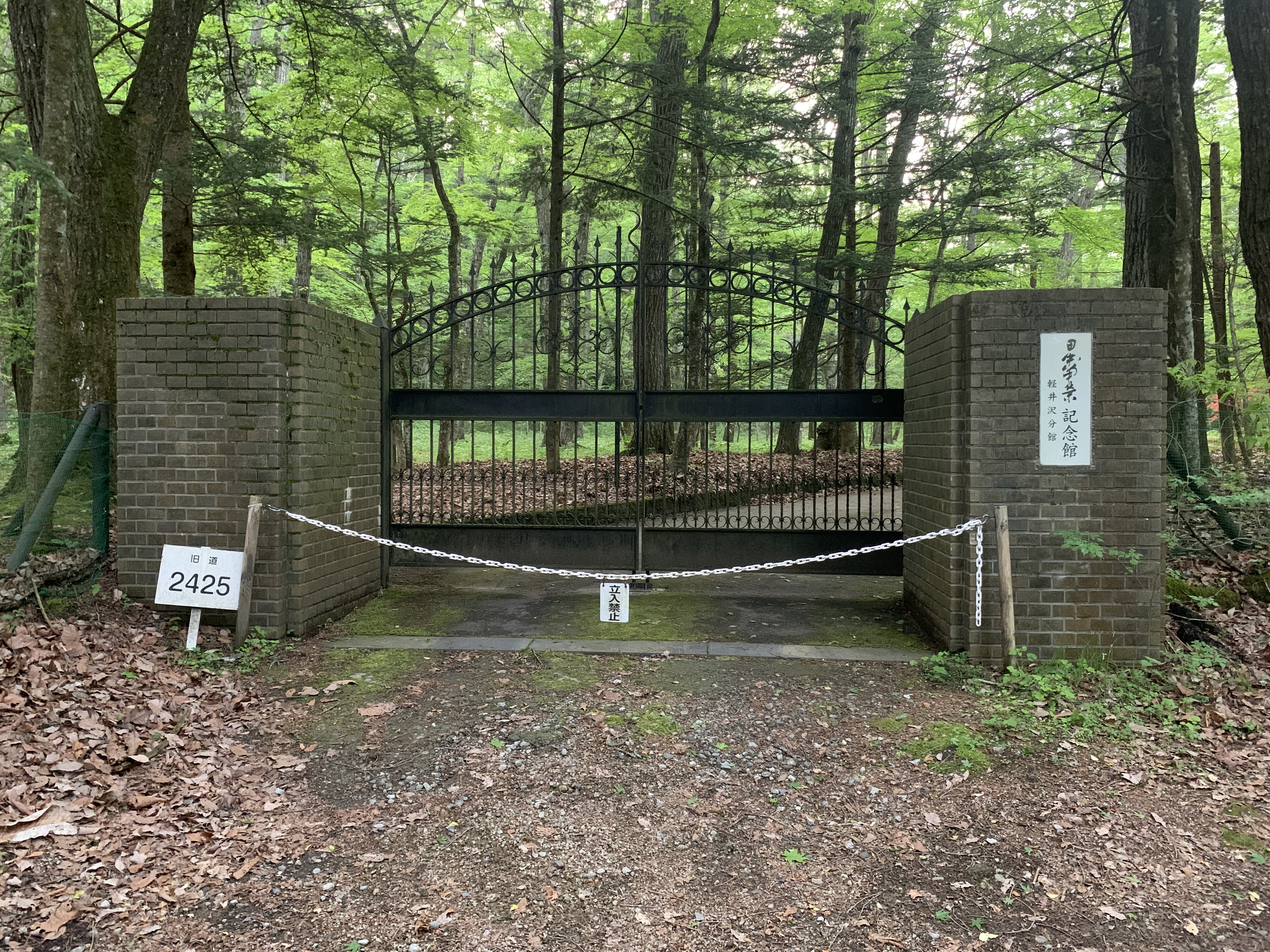
「田中角榮記念館 軽井沢分館」（旧田中角栄別荘）

- 2,575坪（約8,500m2）の敷地を誇る東京都文京区目白台一丁目の自邸は「目白御殿」と呼ばれた[83]。政財界の要人が常時ここを訪れたことから「目白詣で」といわれた。この当時、政界で「目白」と言えば田中角栄のことを指していた。
  - 角栄死去時に多額の相続税が発生したことから遺族は現金での全額納付を断念、1997年に北側約3100m2の物納を行った。土地については後に日本女子大学と文京区が購入しており、このうち文京区取得分については国家公務員共済組合連合会運動場跡地と合わせて文京区立目白台運動公園として整備が行われている[84]。
  - 2024年1月8日、旧自宅であった建物から出火し、2階建ての住宅1棟が全焼したほか、敷地内にある平屋建ての住宅の一部など、合わせておよそ800平方メートルを焼失している。出火当時、敷地内に田中直紀・眞紀子夫妻が滞在していた（夫妻は普段は敷地内の平屋で居住）が無事で、眞紀子によれば「（火元の）建物内で仏壇に線香をあげた」「窓ガラスが割れるような音がしたので外を見たら、煙が上がっていた」と消防に説明している[85][86]。
- 長野県軽井沢の洋館別荘は、徳川圀順公爵から購入したあめりか屋設計の建物（1920年築）で、国の登録有形文化財に登録されている[87]。現在は財団法人「田中角榮記念館」が所有、管理している。

### 交流
- 田中内閣発足にあたっては三木武夫の支援を受け、この支持を恩義に感じた田中は三木を国務大臣として内閣に迎え入れ、後に副総理にも指名している。しかし、田中と三木は日中国交正常化という点では一致していたものの、金の力に物を言わせる田中と政治浄化を信条とする三木とでは政治姿勢が全く異なり次第に対立していくようになった。そして1974年の参議院選挙の徳島県選挙区での公認候補選定を巡り、三木が「現職優先の原則」通り三木派で現職の久次米健太郎の公認を申し入れたのに対し、田中が元警察庁長官で新人の後藤田正晴に公認を与えたことから二人の関係は抜き差しならないものとなった。選挙の結果久次米が当選し三木の面目は保たれたものの三木は閣外へ去った（詳細は阿波戦争を参照）。その後反主流派の福田赳夫が三木に接近し福田もまた閣外へ去り田中倒閣への動きを先鋭化していくこととなった。ただ田中は、小派閥を率いて永田町を器用に遊泳する「バルカン政治家」の三木を「政治のプロは俺と三木だけだ」と評価していたとされる。また、首相になる前には「自民党で俺と対で勝負できるのは三木だけだ」とも評していた[88]。
- 福田赳夫とは「角福戦争」に代表されるように対立した関係ではあったが、田中は「福田君への怨念はない。ゴルフを1日3ラウンドやる人間に怨念なんかあるものか」と怨念については否定している[89]。実際、愛知揆一大蔵大臣が急死した際、田中は福田に蔵相就任を依頼している。その際福田は、「日本列島改造論で、国際収支が大混乱に陥っている」「日本列島改造論を撤回するならば蔵相に就いても良い」と答え、田中は福田の意見を受け入れ、経済問題については全て福田に任せている。一方福田も、田中を「昭和の藤吉郎だ。いずれは太閤になる器」と常々評していた[90]。田中を「今太閤」と名付けたのも福田である。対中政策をめぐっても両者はよく比較されたが、田中も福田も日中友好団体である日中協会の役員を務めた[91]。
- 1962年7月第2次池田内閣における、尋常高等小学校卒、44歳での大蔵大臣就任は、1890年日本の帝国議会開設以来、後にも先にも例がないといわれる[92]。田中蔵相と書かれた閣僚名簿を見た池田勇人総理は「アレは車夫馬丁のたぐいだ。どこの馬の骨かわからん」と一蹴した[92]。田中は池田が大蔵事務次官のころから、池田を未来の宰相と見込んで10年近く、何があっても離れず池田に近づこうと腐心した[93]。同じ吉田門下で異例の出世を遂げる池田を見て、池田につながって出世したいと策を巡らせ、遂に田中の妻はなの連れ子・静子と池田の甥との結婚を仕組み、池田と縁戚まで結んでいた[94][95]。ただし、1956年末の旧吉田派（丙申会）の分裂では、政権を取るのは佐藤栄作が池田より先と読み[94]、池田派（宏池会）ではなく佐藤派（周山会）に寝返っている[94][96]。親戚関係とはいえ「高度経済政策」を推進していくにあたり、最も重要なポストである蔵相に国家財政に一度も携わったことのない素人を充てることはできない[94]。ところが大平正芳が「あの男ならやれます」と池田を熱心に説得、党内の反発を押し切って池田はこれを了承した[92][94]。慎重居士の大平が、なぜ意外なほどの強行策をとり、田中の売り込みに奔走したのかは謎とされる[97]。田中の蔵相抜擢は、時として反旗を翻すことのある大蔵省へ池田が打ち込んだ"楔"という見方や[98]、金融や財政に素人の田中を据えて、事実上の実権を裏で池田自身が掌握する、総理と蔵相を自身で兼ねて自ら陣頭指揮を執り、田中を傀儡蔵相に仕立てた池田の策略という説もある[99]。当時の大蔵省は池田の直轄地ともいわれ[100]、実際には池田が蔵相を兼任している状態ともいわれた[100]。野田卯一は「池田に対して田中を強引に蔵相に推薦したのは佐藤栄作」と述べている[101]。田中は池田内閣で2年4ヶ月大蔵大臣を務めるが「国民所得倍増計画」に代表される池田の経済主義路線は、開発政治の旗手である田中に絶好の機会を与えた[102][103][104]。一介の中堅議員に過ぎなかった田中が、池田によって政調会長（1961年）、大蔵大臣（1962年）という要職に抜擢されたからこそ、後の天下取りへの道が開かれたのである[105]。田中にとって池田は足を向けては寝られない恩人であった[105]。 *当時の大蔵省は別格の存在で[106]、大蔵大臣就任にあたり、大蔵省の役人から「大蔵大臣はたいへんな仕事ですから、しっかりやって下さい」と言われて、「俺だって一生懸命勉強してるのに」と悔しくて涙を流し必死に勉強した[106]。田中はこの大蔵大臣就任期間の間に、池田の勢威が行き渡る大蔵省内で[100]、得意の人心収攬術と政治力を操り、誇り高い大蔵官僚を押さえ込んだといわれる[102]。当時大蔵省銀行局検査部長だった庭山慶一郎は「池田さんも部下にカネを渡してました。田中さんは池田さんに可愛がられていましたから、その真似をしたんじゃないですかね。ただ池田さんは大蔵官僚出身だから節度というものをわきまえていました。田中さんの方は、出身のせいかドロ臭い。金額も配る範囲も派手だったです。他人の経歴をじつによく知っていて、入省年次はおろか、成績順位や係累までご存知でした。そのへんはものすごく気持ちの働く人でした。高級、下級官僚の別け隔てなく名前で呼びかける。最初は『田中なんて』と馬鹿にしていた連中も、次第になびくようになるんですね」と述べている[97]。田中は池田が進めた利益誘導政治の形成・展開に便乗したばらまき財政により政治基盤を固めていった[107][108]。岸、池田時代にまさか田中が将来総理になると思う人は党内にいなかった[101]。 *田中と大平の関係が密になるのはここからで[109]、その後も大平とは長く盟友関係にあり、頭角を現す切っ掛けとなった[110]。これは「大角連合」と呼ばれ[111]、田中の首相就任の際には大平の協力が、大平の首相就任の際には田中の支援があった。田中の成長は佐藤派の参謀でありながら池田の側近でもあったからといわれる[103][104][112]。田中政権の成立にあたっては「内政は田中、外交は大平」との方針でいくことが2人の間で交わされており、大平は自派（宏池会）からの三役就任の声を押し切って外相を引き受けた[113]。日中国交正常化交渉の実務を取り仕切り[63]、日中航空協定では党内の批判の矢面に立ち交渉を取りまとめた[114]。両者の関係は田中と大平の個人的関係にとどまらず、田中派と大平派は兄弟派閥として議員の交流も盛んであった。 *"自民党の黒幕"といわれた福本邦雄は「角栄は非常に無原則。思想がない。むちゃくちゃの典型。日中国交正常化をやったのは大平と木川田一隆です」と述べている[115]。
- 党人派で副総裁を務めた川島正次郎と田中は佐藤内閣で近い関係にあり、佐藤長期政権を作ることで川島は田中の総理への道を切り開いた。一方、官僚出身政治家として対極にあった福田赳夫や、「クリーン政治」を訴え自らの逮捕を容認した三木武夫とは激しく対立した。特に福田との「角福戦争」は第2次大平内閣時に首班指名選挙での党分裂状態[116] や不信任案の福田派欠席による可決までエスカレートした[117]（四十日戦争・ハプニング解散）。
- 中華人民共和国からは「日中国交正常化を決断した偉大な政治家」として尊敬され、鄧小平が1978年に来日した際に田中邸を訪問するなど、田中がロッキード事件により訴追された後も江沢民など多くの中国共産党政府の要人が田中邸を訪問した。
- 経済界での人脈も広く培っていた。その中で、田中の「刎頸の友」と呼ばれた国際興業の小佐野賢治[注釈 7]は、田中を資金面でバックアップしたとされ、後に共にロッキード事件で刑事責任を問われた。この事件では小佐野を介して右翼団体の大物活動家である児玉誉士夫との接点が指摘された。この方面の人脈については現在でも不透明な部分が多い。
  - 金融関係では、日本興業銀行頭取などを歴任した中山素平、元富士銀行頭取の金子鋭、元第一勧業銀行頭取の横田郁などと交友があった。横田の死去後に発行された追悼文集では、田中自ら「一生を通じて私的交友を持ち続けたのは、金子・中山・横田の3人だけ」と記している[120]。
- 国土強靭化論などから分かるように、公共工事に特に力をいれていた。自身の有力後援者だった福田正の福田組がゼネコンとして急成長を遂げる原動力となったのが、新潟県に地盤を持っていた角栄とのパイプで受注出来た数々の公共事業だった。小沢一郎の元妻・和子は福田の長女であり、二階堂進を仲人にして衆議院議員2期目の1973年に結婚した。なお、福田の次女も、竹下登の弟である竹下亘と結婚している[121]。
- 血液型はB型。

## 政治活動

### 派閥

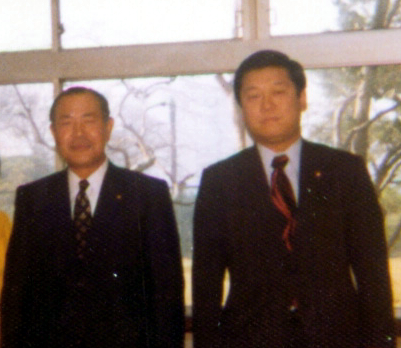
小沢一郎（右）と

田中派は自民党内最大の派閥であり、特にロッキード事件以後は田中の「数は力なり」の信念の下で膨張を続け、最盛期では約140人の国会議員が所属していた。その数の多さや華やかさなどからマスコミには「田中軍団」「田中親衛隊」などと評され流行語にまでなった。田中派の中には、二階堂進、金丸信、竹下登などの当時の党幹部が含まれ、中堅には後に竹下派七奉行と呼ばれた羽田孜・橋本龍太郎・小渕恵三・小沢一郎・梶山静六・奥田敬和・渡部恒三、他に綿貫民輔、野中広務（京都府議時代から目をかけていた）などであった。橋本と小渕を除く5名は、田中が自民党幹事長として1969年（昭和44年）の総選挙を陣頭指揮した時に初当選し、他の2名も田中が自民党の大実力者としての地位を築いた時代に門下生として物心両面で大きな恩恵を受け当選してきた。なお、小沢は早世した正法と同じ1942年生まれで、田中は特に小沢をかわいがったとされる。その後、七奉行の中で羽田・小沢・奥田・渡部の4人は自民党から離党し、民主党への流れを作った。
派閥の肥大化、権力の掌握にあたって非常に機能的に組織されていたのが秘書集団であった。それが最も機能的に働いたのが第1次大平正芳内閣発足前夜の自民党総裁予備選であった。当初、現役総理の福田は「予備選に負けた側は本選を下りるべき」と明言するほど党員票の差があると見られていた。大平を推す田中派は後藤田正晴の指示の下、秘書集団が東京を中心とする党員を戸別訪問する「ローラー作戦」を展開することによって結果は逆転、一転福田を本選辞退に追い込んだ。有名なところでは金庫番と言われた佐藤昭子、スポークスマン的な役割を担った早坂茂三、選挙戦を新潟から支えた「国家老」本間幸一、目白詰めの「城代家老」山田泰司、総理大臣秘書を務めた榎本敏夫などがいる。しかし、田中が倒れた後は眞紀子によって遠ざけられた者も少なくない。
ロッキード事件による逮捕で自民党を離党した後も党内最大派閥の実質的な支配者として君臨し、マスコミは田中を「闇将軍」と呼んだ。田中自身が復権に固執（裁判で無罪判決が出た後に首相に返り咲くこと）したため、自派からの自民党総裁選立候補を許さず、内閣総理大臣の権威を失墜させ、日本の政治権力構造を不透明なものにしたが、配下（子分）からの不満が起こり、最終的には竹下登の離脱で田中派が崩壊した。眞紀子曰く派閥分裂後は見舞客も年を追うごとに激減し没後墓参りに訪れた元田中派若手議員も稀であったという。
典型的な党人派政治家であったが、多くの官僚出身者も迎え入れた。特に自分の内閣で内閣官房副長官（事務担当）を務めた元警察庁長官の後藤田正晴は重用され、田中が倒れた後も自民党政権の中枢に座り続けた。
芸能界からも積極的にスカウトを行い、参議院選挙では全国区で山口淑子（大鷹淑子、李香蘭）、山東昭子、宮田輝などを当選させた。また、田中からの勧誘を断った芸能人に対しては他党からの出馬をしないように言い含めたともされる。

### 選挙区
自らの選挙区である新潟県への社会基盤整備には特に熱心だった。「雪国と都会の格差の解消」「国土の均衡ある発展」を唱え、関越自動車道や上越新幹線のような大規模事業から、長岡市や小千谷市などの都市部での融雪装置設置や、山間部の各集落が冬でも孤立しないためのトンネル整備（小千谷市の塩谷トンネルなどが知られる。当時戸数60戸の集落に10億円の建設費用を掛けて建設されたため、反発も少なからずあった）などの生活密着型事業や柏崎刈羽原子力発電所誘致など、多様な公共事業を誘致した。さらに自身のためのテレビ番組も持ち、選挙民の陳情を番組で直接吸い上げるとともに、業績を強烈にアピールした。
選挙区の旧新潟3区の全市町村で結成された後援会組織「越山会」は、鉄の団結と評された。越山会は、建設業者による公共事業受注と選挙の際の田中への投票という交換取引の場ともなり、地域住民の生活向上に大きく貢献する有効な組織となった反面、自民党政治の典型である利益誘導や金権体質への強い批判を受け、公共事業へ過度に依存したいびつな産業構造も残した。これらの公共事業の実施に際しては、長岡市の信濃川河川敷買収・利用問題などで自らや親族が役員を務める「ファミリー企業」への利益供与が疑われ、金脈問題への追及を受けることになった。しかし、ロッキード事件後も、越山会は田中に圧倒的な得票での当選を続けさせて、中央政界での政治的影響力を与え続けた。
自らの選挙区で後継者を定めることはなく、自らがトップに君臨し続けたため、桜井新の離反などが起こった。それでも倒れた翌年1986年の総選挙では本人の肉声が全く伝えられない中で田中はトップ当選する。1990年の引退時には越山会を解散し、自主投票となったが、1993年の総選挙では旧越山会会員の多くが眞紀子を支持した。眞紀子の当選後にお国入りした際「目白の骨董品が参りました」と紹介された。
浦佐駅東口には、田中の巨大な銅像が建立されている（1985年除幕）。二階堂進が揮毫した。2005年「冬に雪をかぶって可哀相だ」との眞紀子からの要望によって、銅像の上には新たに屋根が設けられた。一方、自ら校長も務めた母校の中央工学校が、校内に銅像を立てようとした際には「学校に政治を持ち込むのは良くない。自分は母校のために何もしていない」と言い、これを断っている。
| 当落 | 選挙                   | 執行日         | 選挙区      | 政党       | 得票数     | 得票率 | 定数 | 得票順位 /候補者数 | 政党内比例順位 /政党当選者数 |
| ---- | ---------------------- | -------------- | ----------- | ---------- | ---------- | ------ | ---- | ------------------ | ---------------------------- |
| 落   | 第22回衆議院議員総選挙 | 1946年04月10日 | 旧旧新潟2区 | 進歩党     | 3万4060票  | 4.1%   | 8    | 11/37              | /                            |
| 当   | 第23回衆議院議員総選挙 | 1947年04月25日 | 旧新潟3区   | 民主党     | 3万9043票  | 14.2%  | 5    | 3/12               | /                            |
| 当   | 第24回衆議院議員総選挙 | 1949年01月23日 | 旧新潟3区   | 民主自由党 | 4万2536票  | 14.3%  | 5    | 2/12               | /                            |
| 当   | 第25回衆議院議員総選挙 | 1952年10月01日 | 旧新潟3区   | 自由党     | 6万2788票  | 17.9%  | 5    | 1/10               | /                            |
| 当   | 第26回衆議院議員総選挙 | 1953年04月19日 | 旧新潟3区   | 自由党     | 6万1949票  | 17.9%  | 5    | 1/8                | /                            |
| 当   | 第27回衆議院議員総選挙 | 1955年02月27日 | 旧新潟3区   | 自由党     | 5万5242票  | 15.0%  | 5    | 2/9                | /                            |
| 当   | 第28回衆議院議員総選挙 | 1958年05月22日 | 旧新潟3区   | 自由民主党 | 8万6131票  | 22.7%  | 5    | 1/9                | /                            |
| 当   | 第29回衆議院議員総選挙 | 1960年11月20日 | 旧新潟3区   | 自由民主党 | 8万9892票  | 23.7%  | 5    | 1/8                | /                            |
| 当   | 第30回衆議院議員総選挙 | 1963年11月21日 | 旧新潟3区   | 自由民主党 | 11万3392票 | 28.7%  | 5    | 1/9                | /                            |
| 当   | 第31回衆議院議員総選挙 | 1967年01月29日 | 旧新潟3区   | 自由民主党 | 12万2756票 | 31.3%  | 5    | 1/7                | /                            |
| 当   | 第32回衆議院議員総選挙 | 1969年12月27日 | 旧新潟3区   | 自由民主党 | 13万3042票 | 32.9%  | 5    | 1/8                | /                            |
| 当   | 第33回衆議院議員総選挙 | 1972年12月10日 | 旧新潟3区   | 自由民主党 | 18万2681票 | 42.1%  | 5    | 1/7                | /                            |
| 当   | 第34回衆議院議員総選挙 | 1976年12月05日 | 旧新潟3区   | 無所属     | 16万8522票 | 37.0%  | 5    | 1/10               | /                            |
| 当   | 第35回衆議院議員総選挙 | 1979年10月07日 | 旧新潟3区   | 無所属     | 14万1285票 | 31.1%  | 5    | 1/11               | /                            |
| 当   | 第36回衆議院議員総選挙 | 1980年06月22日 | 旧新潟3区   | 無所属     | 13万8598票 | 30.2%  | 5    | 1/8                | /                            |
| 当   | 第37回衆議院議員総選挙 | 1983年12月18日 | 旧新潟3区   | 無所属     | 22万761票  | 46.6%  | 5    | 1/9                | /                            |
| 当   | 第38回衆議院議員総選挙 | 1986年07月06日 | 旧新潟3区   | 無所属     | 17万9062票 | 40.0%  | 5    | 1/7                | /                            |

### 内政
日本列島改造論に基づき、全国に交通インフラを大型整備した。
貨物輸送量は15年後には4.2倍の規模であると予測し、それを見越して整備新幹線を建設し、それによって空いた在来線にて貨物輸送を行うとした。	1964年には日本鉄道建設公団を設立し各地の鉄道建設を推し進めた。しかしその後の鉄道貨物輸送は下落の一途をたどり、国鉄は1966年から決算赤字に転落、解散まで二度と黒字化することはなかった。1980年には毎年約一兆円の赤字を生み出すようになり、国鉄再建法をもって建設凍結、一部は廃線となった。最終的には日本国有鉄道清算事業団によって処理されたが、約24兆の残債は国民負担となった。
高速道路は日本道路公団を用いて建設を進めていたが、「第二の国鉄」として問題視され、道路関係四公団は聖域なき構造改革の一環として民営化された。
また郵便局の資金を元にメルパルク、かんぽの宿などのリゾート施設を建設したが、郵政民営化によって売却された。

### 福祉
田中内閣は1973年老人福祉法を改正し、老人医療費無料化を行った。後に医療費亡国論が問題となり部分的に廃止された。
また年金財源を原資としてグリーンピアを建設したが、後の公的年金流用問題を受けて廃止・清算された。

### 憲法改正
政府の要職にある時に、積極的に憲法改正に動いた形跡はないが、議員としてはしばしば憲法改正に積極的な発言をしていた。
1961年にロバート・ケネディ司法長官が来日した際、政調会長として会談した田中は沖縄返還を憲法改正と絡め、「日本が軍備を合憲とするような、しかるべき憲法改正を行わない限り、日本国民は沖縄返還を期待できない。もしアメリカが沖縄返還を望んだとしても、軍備と特に核兵器の保持を禁じている憲法は、それを不可能とするだろう」と述べた。更に、ケネディに対し「もしアメリカが中共、ソ連に巻き返すために、日本に沖縄を渡すとなれば、日本の再軍備なりあるいは憲法改正をサジェスチョンしてくれ」と依頼した。これらは沖縄返還を憲法改正・再軍備と絡めるばかりか、その問題提起を米国に提案するように持ちかけるような発言で、野党やメディアから問題視された。当時の池田首相は発言について、「（政府としては）憲法改正・再軍備と沖縄返還は別問題」とした上で、田中の発言を「個人的なもの」とした。また、田中も「遺憾の意」を表明した。
また、首相退任後、1980年代以降は憲法改正に積極的な発言が多くなっていったとされる。改憲派の議員連盟で岸信介が会長を務める「自主憲法制定議員同盟」に加入し、やがて顧問に就任するなど、改憲派の巨塔である岸信介との接近も目立った。当時の発言として、以下のようなものがある。
「朝鮮半島の三十八度線でもう一度、火を噴けば、いつでも憲法を改正します。日本のように九条がある限り、どこかが攻めてきてもしょうがないというのでは憲法を守って死を待つしかない」
「何とか憲法に触れないで済めばという気分が三十五年続いてきたことは事実で、一種のタブーになっている。しかし、こんな憲法を憲法と思っている日本人は日本に一人もいない。（米国に）つくらされた憲法だ」

### 外交

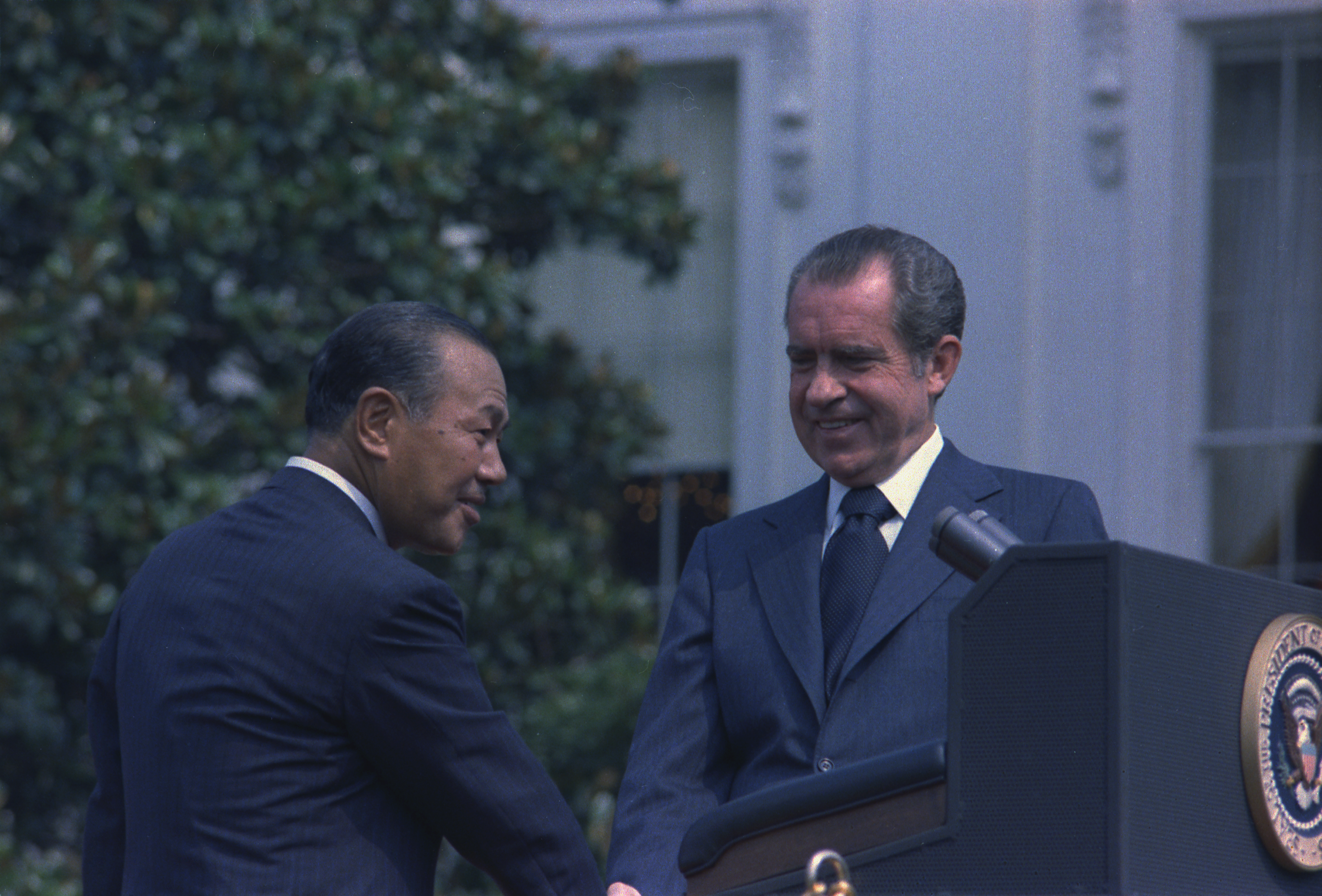
ホワイトハウスでリチャード・ニクソンと会談（1973年）

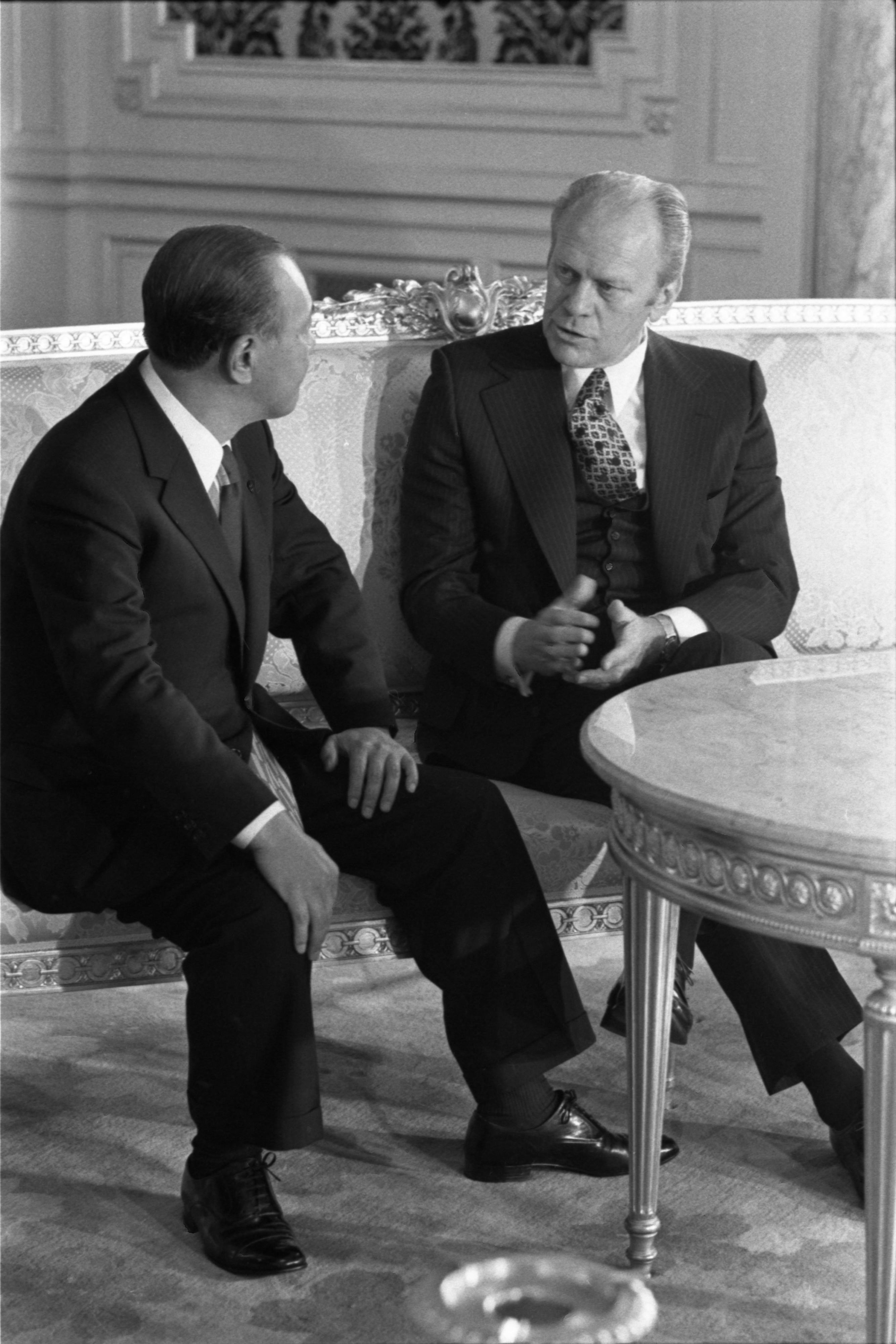
迎賓館赤坂離宮で、ジェラルド・R・フォード大統領と会談（1974年）

田中内閣の外交業績としてまず挙げられるのは、日中国交正常化である。背景として、1972年1月にアメリカ合衆国大統領リチャード・ニクソンが中華人民共和国を訪問したこと、および三木武夫が総裁選における田中支持の条件として、日中国交正常化を条件としたことがある（詳しくは日中国交正常化を参照）。田中がロッキード事件で失脚した後も、1978年10月の鄧小平の初訪日時には、中国側から日中国交正常化の立役者として田中や大平元外相、さらにそれまで歴史的に復交の基礎作りをした様々な貢献者の遺族にも会いたいとの希望が出され、この結果、鄧小平は田中の私邸を訪問することとなった。鄧小平がこのとき田中を訪問した理由については、「最初に井戸を掘った人を恩人として中国では大切にするのだ」という説明が、日本側においてはしばしばなされる。その後、田中も晩年の1992年に再訪中している。
田中は、ブラジル側に「セラード農業開発協力事業」という共同の農業開発プロジェクトを提案し、この事業推進の嚆矢となっている。この時期、米国の穀物相場暴騰による大豆の禁輸措置、第一次石油ショックなどを切っ掛けに資源の安定確保が日本の重大な外交課題となっていた事を背景に、ブラジルを訪問し共同プロジェクトを提案した。2001年の終了までの21年間、3期に分けて実施され、国際協力事業団（現：JICA）を通じて多数の農業専門家の派遣や農家の入植などにより、21年間で約600億円の資金が投じられプロジェクトが遂行された。熱帯の約面積2億ヘクタール（日本の約5倍ほどの面積）の潅木林地帯で、酸性の赤土に覆った耕作には不適とされてきた土地の土壌改良による穀物栽培の開拓が行われた。セラード農業開発の成果もあり、今ではブラジルはトウモロコシや大豆の生産・輸出大国となっている。
北方領土交渉においてレオニード・ブレジネフに「未解決か?」と訊き、ブレジネフは最初はっきりと断言せず曖昧な回答をしたため、田中は顔色を変え「イエスかノーなのか、最高責任者としてこの場で今すぐはっきりと回答してもらいたい」と迫り、驚いたブレジネフから「ダー（そうだ）」という回答を引き出した。
北朝鮮に対しては、1973年に金日成の提案した祖国統一・五大綱領を評価した。当時の大平正芳外務大臣は、同年7月4日の衆議院法務委員会で、このことに関する日本社会党赤松勇委員の質問に対し、「案ずるに、朝鮮民族といたしまして祖国の統一ということが最高の念願である、それを具体的に提唱されたことに対しまして評価されたことと私は思います」と答弁している。
アメリカ合衆国との関係では、初めてのアメリカ大統領（ジェラルド・R・フォード）訪日があり、日米首脳会談後の共同声明で「日米親善の歴史に新たな1ページが刻まれた」と発表した。昭和天皇・香淳皇后主催の宮中晩餐会では日米から182名が出席した。戦後最大規模だった。

### 野党との関係
議員活動が長く、議員立法などで野党との協力を行う場面も多く、国対政治の嚆矢とされている。
民社党との間では、1965年の「日韓国会」（日韓基本条約承認）から春日一幸とのパイプがあった。また、民社党の衆議院議員であった和田耕作はロッキード事件の論告求刑の数週間後、「田中前総理と政治倫理」というパンフレットを作り、「角栄の功績を法律論で縛ってはいけない。政治家としての行動規範は検察的求刑には馴染まない。仮に5億円を授受していたとしても、私的に着服したものでも無かろう。政治家の政治倫理の問題を単なる法律違反の論議に矮小化してはならない」「私は政治倫理の消極面を過小評価するつもりはないが、それを必要以上に強調すれば、何もしないサラリーマン的政治家が立派な倫理的な政治家であるかのような重大な錯誤が起こるからである」という内容で、永田町周辺にばらまいた。
公明党とは「言論出版妨害事件」をめぐり公明党側に配慮した行動をとったため、田中と公明党との友好関係が生まれた。田中は社会党・共産党の革新勢力を相対的に弱めるために中道の公明党には融和的態度をとったとされ、田中派や竹下派（後の平成研究会）所属議員の中にも公明党議員や公明党の支持母体創価学会と親密な関係を持つ者が少なくなかった。自公連立も田中派・竹下派に属した小渕恵三内閣期にはじまっている。
1981年2月に、同じ選挙区で議席を争っていた社会党の小林進の永年在職（25年）議員表彰祝賀会が行われ、その会に田中も招待されたが、田中は「私は社会党の悪口はいうが、小林君の悪口は言ったことが無い。小林君も、自民党の攻撃はするが、田中角栄の攻撃はしたことがない」と挨拶した。

## エピソード

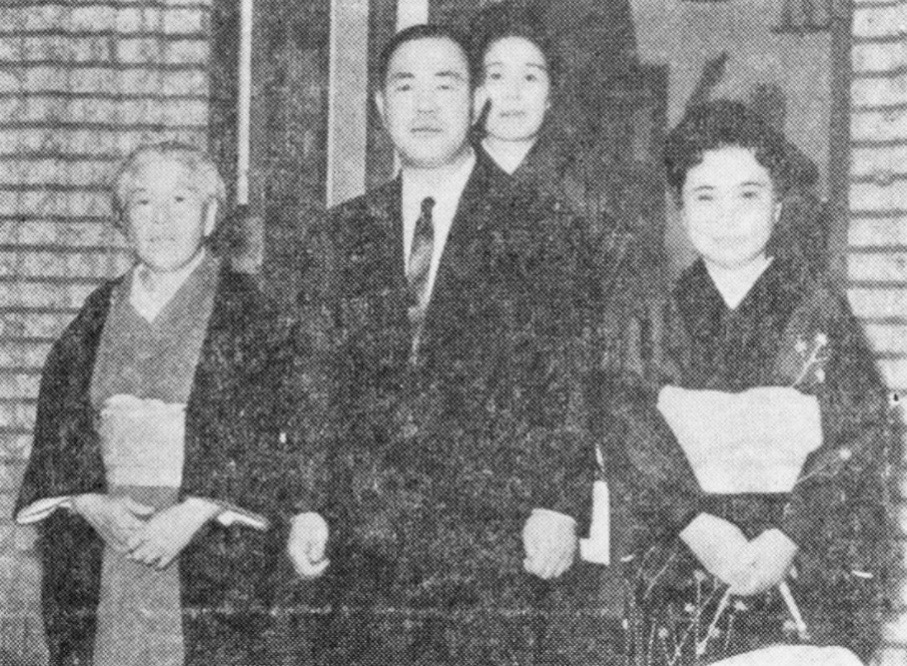
左から、母のフメ、田中、一人おいて、妻の田中はな（1962年7月18日）

- 田中は初出馬の時、大麻唯男から300万円（現在の価値で約2億4000万円）もの資金調達を頼まれ、それを用意した。以後、大麻は田中に頭が上がらなくなり、次回の選挙で公認した。
- 郵政大臣時代の1957年に全国の民放テレビ放送34社・36局の一括免許交付に踏み切った際に、国会で野党から「テレビジョン受信機が90万台しかないのに、そんなに大量免許が必要か」と追及された。田中は「（1957年から）今後15年くらいでテレビジョン受信機は1,500万台を越えると見込まれます」と答弁した。その後、全国のテレビ局が開局し、テレビジョン受信機が大量生産されて各家庭に普及していったことから、田中は自分の決断が誤っていなかったことを語っている[135]。
- 大蔵大臣時代の1962年に翌1963年度の所得税法改正の審議の際、担当官僚の大蔵省主税局税制第一課長であった山下元利がコンピュータの取り扱いミスで誤った税率表を使っていた。審議中であったため訂正は不可能であった上、大事な箇所にも誤りがあり、その税率表を作成した役人たちは青くなっていた。これをマスコミや他の党が黙っているはずがなかったが、山下が辞表を忍ばせて田中の元に訪れると、笑いながら「そんなことで辞表は出さなくていい」「たいした問題じゃない。日本のソロバンがコンピュータのミスを発見した、ということにしておけばいい」と改定表を持ち、堂々と「先日提出の表には間違いがございます」と何食わぬ顔で訂正した。野党もマスコミも沈黙したままであった。もちろん田中が裏で手を回したのは言うまでもない。このように責任をかぶるということをためらわずし、想像もできないアイデアを出すため（たとえば、道路関係の法律。建設省は田中には頭が上がらなかった）、田中を慕った官僚は非常に多い。
- 田中派の一回生議員が美人局に遭い、解決のために多額の金銭を集めようと様々なツテを頼ったがどうしても100万円（現在の価値では3倍以上）足りなかった。選挙を終えたばかりで借金もあったその議員は万策尽き、田中の事務所に電話をかけて借金の申し込みをした。事情を聞いた田中から「分かった。すぐに金を用意するから取りに来るように」と言われた議員が急いで事務所に向かうと、田中本人は急用で外出しており、議員は留守番の秘書から大きな書類袋を受け取った。その中身を確認すると300万円が入っており、同封されたメモには以下のように書かれていた。
「トラブルは必ず解決しろ。以下のように行動しなさい。
一. 100万円を使いトラブルを解決すること。
二. 100万円を使い世話になった人に飯を奢るないし、必ず御礼をすること。
三. 残りの100万円は万一のトラブルの為に取って置くように。
以上これらの金は全て返却無用である」
彼は感涙し、後々まで田中への忠誠を守り通した。
- 派閥が違う上に田中とほとんど面識のない議員が資金繰りに窮し、田中の事務所に来て300万円の借金を申し込んだ。田中は、わざわざ派閥の違う自分にまで助けを求めねばならないほど追い詰められている相手の窮状を察し、その日のうちに金を用意し「困ったときはお互い様だ。この金は返さなくていい。俺が困ったときには頼む」と言い、紙袋を渡した。後でその議員が紙袋の中を確認すると、申し込んだ額よりも多い500万円が入っていた。実は、その議員は田中に遠慮し金額を300万円としていたものの、実際には500万円が必要な状況であり、結果として田中の機転により窮地を脱することができた。彼は感涙し、田中に忠誠を誓った。
- 中尾栄一は中曽根派に属していたが、派閥の頭領である中曽根は時々軍資金を渡す際にいつも『政治家はかくあるべし』という類の説教をしてなかなか現金入りの封筒を渡さないが、田中は「中尾君まあ頑張れ」と一言だけ言って中曽根が渡した10倍もの現金を包んだ新聞紙を差し出してきたと語った。なお、中尾が入院した際に見舞いに来た福田が枕元に現金が入っているであろう風呂敷包みを置こうとしたので、（ジェスチャーとして）「昔はいろいろ苦労をしたこともありますが…」と中尾が言うと、福田は「ほっほー、そうかい」と言って、包みを持って帰った[136]。
- 福田派の福家俊一が入院した時、いち早く見舞いに訪れ、分厚い袋に500万もの金を入れて足元に忍ばせた。その後4回ほど田中は見舞いに訪れたが、その度に500万を忍ばせていたという。福家は以後、田中を批判しなくなった。
- お金を渡すときは細心の注意を払い、相手によってプライドをくすぐり、あるいはプライドを逆なでしない枕詞を使用し、賄賂と取られないように細心の注意を払って渡していた。政治家に対しては「お金はいくらあっても邪魔になりませんから」「資金はあると思いますが、まげて収めてください」「党のため、国のため、あなたには当選してもらわなくてはなりません」など。官僚に対しては「君はこのくらいの金で動く男じゃないだろう、俺の気持ちだ」「俺だって見返りを要求するほど愚かじゃない」など。また料亭で働く人々に対しては女将に「これを皆さんにお願いいたします」など徹底的に腐心してプライドを傷つけず渡していた。
- 田中は日本の官僚を極めて高く評価し「歩く肥大した図書館」と呼んでいた。彼らに取り入るため以下のことを行った。田中が大蔵大臣時代に予算編成で休日返上で不眠不休で頑張っている彼らに「大臣室に来てくれ」と一人ずつ呼び「いつもご苦労様。感謝している。これでタオルでも買ってくれ」と現金の入った封筒を渡した。驚く官僚に田中は「こんなことで影響を受けたりしないだろう」「お前たちは日本最高のエリートだ。この程度で俺に配慮するはずはないだろう」「俺も見返りなど要求はしない。俺の気持ちだ。受け取ってくれ」といった話術と迫力をもって黙らせた。ボーナスの時期になると、課長以上の人間に対して、総額2000万円以上ものポケットマネーをボーナスとして渡していた。しかし、お金を受け取らなかった官僚は決して信用しなかった。
- 大臣には、「大臣機密費」という自分の裁量で自在に使える機密費がある。しかし、田中は郵政、大蔵、通産大臣時代一度も手を付けず「部下の面倒も見なければならんだろう、自由に使ってくれ」と言って、大臣機密費のすべてを事務次官に渡していた。また、それだけではなく、特に課長クラスの人間には目をかけ、飲み食いできる金額を別に渡していた。
- 角栄が日中国交正常化のため、中国へ出発する1972年9月25日の朝に孫の雄一郎に「雄ちゃん北京はどっちだ」と聞いて雄一郎が「あっち」と答えると、角栄は「そうかあっちか。じゃあおじいちゃんはあっちに今から行きます。帰ってきたら必ず、必ず帰ってきたらまた一緒に飯食おうね。元気でね。必ず帰ってくるよ」とそのまま空港へ向かう車へ乗った[137]。
- 田中派ではない村岡兼造が1976年に落選したとき、田中は、村岡にすぐに連絡を入れ「次の選挙まで俺の部屋を使え」と提案した。村岡は断ったが、田中は、「砂防会館の事務所を使え、すでに話は通してある」と再び提案した。村岡が話を受け入れると、間もなくして田中派の行政管理庁長官を務めた議員から秘書官の誘いが来た。「仕事ができなくても肩書きだけでもいい」と、さらに30万円の給料が支給された。これは言うまでもなく全て田中が手を回しており、村岡は落選しても事務所を二つ持つことが噂になり、再選を果たした。彼も田中の虜になった。
- 郵政大臣に就任した直後、田中が郵政省を視察すると、職員は、昼休みとはいえ麻雀にふけったり、机の上に足を投げ出したりしていた。そして、こうなっている原因を調査すると、省内が二大派閥に割れていることが判明したため、二大派閥の上司を人事異動で勇退（更迭）させた。
- 山下元利の田中と師弟コンビを結びつけたのは池田勇人と堤清二[138][139]。1964年、西武グループの創業者で衆議院議員だった清二の父・堤康次郎が亡くなり、後援会は父の秘書を務めたことのある堤清二（以下、堤）に「地盤を受け継ぎ政治に出てくれ」と頼んだ。話は自民党上層部に及び、堤は池田総理から「親父の後を継がないのか」と打診されたが、「自分は政治家に向かないと思います」と断り、池田から推薦された青山俊も堤が口説いたが断り、青山から山下を推薦され、池田も大蔵省時代の部下だった山下を知っていて「山下ならいい」となり、山下が堤康次郎の地盤を継ぐことになった[138][139]。しかしほとんど面識のない山下に地元から不平不満が爆発し、池田も亡くなったため、堤は佐藤栄作総理から田中幹事長を紹介され、田中が滋賀県県議10人を前に料亭の畳に額をこすりつけ、「山下元利を男にしてやってくれ」と頼み込み話がまとまった。田中と山下の師弟コンビはこのとき始まる[139]。
- 田中がソビエト連邦を訪れた際、秘書から前もって「盗聴されるから気を付けて下さい」と忠告を受けた。しかし、田中はこの盗聴を逆手にとり、ホテルでわざと大声で「石鹸が悪い」「トイレットペーパーが悪い」と怒鳴った。すると、翌日には上等のものに変わっていた。帰国後、田中は忠告をくれた秘書官に「盗聴されるのもいいものだ」と語ったという。
- 田中は、中曽根とあまり仲が良くなかったが、協力したこともある。ある時、中曽根が外交のため、中国訪問を希望しているという情報が田中に伝わってきた。すぐさま中曽根へ中国の要人への紹介状を送り、中曽根は大喜びした。
- 相手を説得させる時は極力サシで会い、サシでの説得ならば誰にも負けないと豪語した。盟友の大平正芳は「田中とはサシで会わずに複数で会うこと。サシで会えば、必ず言うことを聞かされてしまう」と述べていた。福田も田中の意見に流されるのを嫌ってサシで会うことは極力避けていた。
- 決断が非常に早く、陳情などは1件約3分でテキパキこなした。できることはできると断言し、その案件は100パーセント実行され、信頼された。口癖は「結論を先に言え、理由を三つに限定しろ。それで説明できないことはない」短気でせっかちで結論も早く、それでついたニックネームが「わかったの角さん」。そのため、秘書や官僚は分かりやすく、要点をまとめることを心掛けていた。また、できないことはできないとはっきり言い、「善処する」といった「蛇の生殺しのような、曖昧な言い方」を嫌った。本人曰く「『できない』と断ることは勇気がいること」。
- 1965年11月18日に千葉県富里村（現在の富里市）で新東京国際空港（現在の成田国際空港）の建設が内定した際には、幹事長である自分にも相談がなかったとして不満を表明した（田中自身は霞ヶ浦での建設を推奨していたが、地元での反対運動により成田市・芝山町に変更された）。首相在任時も佐藤内閣からの懸案であった成田空港問題について重要性を理解しており、担当していた佐藤文生運輸政務次官を毎月のように呼び出して報告を受けており、懸案となっていた航空燃料のパイプラインの敷設について自ら図面に線を引き専門的な指示を出したこともあったという。一方、田中は佐藤に「でも、君、成田は失敗だったよな」と語りかけ、佐藤が自分たちの施策に失敗があったのかと問い直すと「いやいや、そもそも計画がだよ。この二倍くらいのものを作っとかなきゃダメだったな」と答えたという（成田空港は政治主導により、収用地を最小限にするため運輸省の当初案から規模を半減させられた経緯がある）[140][141]。空港反対派について「真っ昼間から覆面をして成田の新東京国際空港あたりにいるが、アレは自民党の悪口ばかり言ってメシを食っている。ああいうのは4次産業だ」と茶化すこともあった[142]。
- 交渉をする時、余計なことを言わずに相手を呑んでかかるという手法を使っていた。通産大臣時代にデヴィッド・M・ケネディ特使とやりあったとき、「これが決裂したらあなたの責任になる」と恫喝し、ケネディを追い払った。翌年の対米繊維輸出は約十九パーセントの増額であった。ブレジネフの時も領土問題を避けようとすることに対し「入れろ!」と机を叩きながら恫喝。最後には「入れなければ、我々は共同声明を出さずに帰国する」とまでいい口頭で了解させた。
- 「時間を守れない男は何をやってもダメ」と、人を見る目安とした[143]。ことのほか時間に厳しく、自分も約束した時間は1分たりともおろそかにせず、他人にもそれを要求した。1970年、一年生議員・佐藤守良は財界主流との付き合いがなく、田中に当時の日本商工会議所会頭・永野重雄を紹介してもらい、引き合わせてもらった。六本木の料理屋で佐藤が約束の時間ギリギリに座敷に入ったら、田中が憮然とした顔で座っていて、田中より遅かった佐藤は『申し訳ありません』と畳に頭をこすりつけ、永野が現れるまでついぞ顔を上げられなかった。お前が先に来て、お客さんを待つのが筋じゃないかと、田中の恐ろしい顔は、佐藤に無言で世の中の"筋"というものを教えた。佐藤は以後、「時間の厳しさは私の人生哲学にもなった」と述べている[143]。さらに「悪口を言わない」というのも持論だった。
- 「人の一生は誰にとっても一度しかない。その人生をいかに充実して生きるかは、ひとえに時間の使い方にかかっている」が口癖だったといい、自身も時間を大切にした。そのため、物に対する執着はなかったが、腕時計は良いものを使っていたと眞紀子は後年著書で述べている[144]。なお田中が利用していたパテック・フィリップ社製の腕時計は眞紀子に引き継がれた[145]。
- 新幹線のグリーン車に乗っていた際、批判的なある社会党の議員および支援の労組幹部と鉢合わせしたが、田中は「いやー、君にはまいったよ」と議員を賞賛し、直後に支援の幹部に「彼が自民党にいたらとっくに大臣もしくは三役になっている」とおだてた。この話が労組に知れ渡り、「あの先生は本当にできる人なんだ」という噂が立ち、その議員は株を大きく上げた。この手の話法を政敵を取り込む際によく使っていた。
- 鈴木善幸が田中と埼玉県内でゴルフに興じていたところ、ヘリコプターが飛んできた。秘書が田中に「ヘリが到着しました。新潟で後援会の皆さんがお待ちですから」と告げると、ヘリで新潟の選挙区まで飛んで行った[146]。
- 驚異的な記憶力の持ち主であることは衆目の一致するところであり、有権者に会うと即座に名前、家族の年齢、悩み、仕事などを瞬時に思い出していた。これらに関しては曰く「まあ美人の顔を覚えるようなものだ」。どうしても思い出せない時は、「あなた誰だっけ」と聞き、相手が苗字で返すと、「そうじゃない。苗字は知っているが、下の名前を聞いているんだ」と言っていた。
- 通産相時代、ある宴会で徳利で出席者に酒を注いで回っていた田中は、一人の男性の前ではたと止まり「昔、富士銀行（現在のみずほ銀行）神田支店に勤めていませんでしたか」と尋ねた。男性が「確かにいました」と答えると、田中は「あなたは命の恩人です」と感謝の言葉を述べ、土建会社を経営していた20代の年末、支店で融資を頼んだが窓口の行員が貸してくれないため「このままでは年を越せない」と粘ったら、奥にいたその男性が「話を聞こう」と来てくれて、融資を決めてくれたのだと明かした[147]。
- 全盛期には、7,000 - 8,000枚の年賀状が届いていたとされる。差出人は、ほとんど面識のない選挙民が大半であったが、田中は、これらすべてに目を通していた。
- 秘書に対してはもちろんのこと、守衛の人間にも毎日労いの言葉をかけたり、自分の運転手にまで立派な医者を当てるなどしていた。
- 田中の秘書の麓邦明と早坂茂三が、小佐野と佐藤昭子を切るように辞職覚悟で忠告した。田中は、「前者は了解したが後者は無理だ」と言い、早坂は残ったが麓は辞職した。後に、麓が心筋梗塞で倒れたとき、田中は病院へ急行した。田中は当時総理の職を辞していたものの、当然のことながら病院は大騒ぎとなった。田中は、麓の担当医を見つけると、いきなり土下座の格好をして、「彼を助けてくれ」と懇願した。そして、手付けとして100万円渡し、その元秘書を励ました。
- 郵政大臣就任後に開かれたパーティーに、官僚を招き、夫婦同伴で来るように促した。行くと、田中は夫人たちを褒め、前例のないもてなし方に役人たちは田中を見直した。
- 自民党総裁選を控えた1972年1月、田中と福田赳夫は派閥の若手議員らとともに、佐藤首相とニクソン大統領による日米首脳会談（サンクレメンテ会談）に随行した。会談場から昼食会場への移動時、田中はニクソンが運転し佐藤首相が同乗するゴルフカートに割り込み、そのまま昼食会場でもニクソン大統領・佐藤首相と卓を囲った。本来その席には佐藤文生が指定されていたが、田中はそのまま居座って翌日の日米会談を伝えるニューヨーク・タイムズの写真に両首脳とともに収まり、「次期総理」をアピールした[148]。昼食会後、田中と福田のふるまいには大きな違いがみられた。相手国の閣僚らと談笑を続ける福田に対し、田中は自分が面倒を見ている若手議員を次々とロジャーズ国務長官やコナリー財務長官といった閣僚の元へ連れて行き握手させ、その姿を写真に撮らせた。これらの写真は次の選挙を有利にし、後援会や地元の有力者に対する株を上げることができるもので、若手議員らにとっては非常に貴重なものだった[149]。
- 若い青年団員たちが、新潟の田中邸を訪ねたことがあった。突然の訪問であったにも関わらず、田中は大いにもてなした。青年団員が、自分たちは田中のライバル福田赳夫の選挙区である群馬三区から来たこと、家族が福田後援会の重鎮であることを田中に伝えると、田中はなおのこと喜び、彼らに鯛を振る舞った。「俺は尻尾を食べるから、君たちは頭を食べなさい。今後おおいに出世し給えよ」と終始上機嫌だったという。

- 冠婚葬祭、特に葬儀には細やかな心配りを見せ、そのエピソードは多数ある。
  - 田中派の重鎮、竹下登の父が死去したとき、飛行機をチャーターして、田中派の議員と共に葬儀に訪れた。総勢69人の国会議員が、人口4,000人の村を訪れた。
  - 河本派議員の渋谷直蔵の妻が死去したとき、田中はすぐさま花を贈った。本葬まで一週間あると知ると「花が枯れてはいけない」と言って、新しい花にその都度取り替えていた。
  - 大手会社の社長が妹を亡くしたとき、田中は、誰よりも早く花輪を届けた。そして、「花が枯れたら故人もかわいそうだ」ということで毎日花を取り替えさせた。
  - 反田中派の松野頼三の妻が亡くなったとき、誰よりも早く駆けつけた。それ以降、松野は、あまり田中を批判しなくなった。
  - 政敵だった社会党委員長の河上丈太郎が亡くなったとき、田中は、わざわざ火葬場まで出向き、12月の寒さと雨の中、2時間立ち続けて野辺の送りまで行った。
  - 社会党委員長の浅沼稲次郎が刺殺事件で亡くなったとき、田中は、「考え方が違っても、お互い命をかけて国を良くしようと思っている仲間だ」と家族に言って、葬儀に列席した[150]。
  - 盟友の石破二朗が死去したとき、田中は、国会議員による友人葬において葬儀委員長を務め、鳥取県民葬より多くの弔問客を動員させた。友人葬が終わって、目白の田中邸に石破家を代表して長男である石破茂が訪れた。田中は、彼に対して「君がお父さんの遺志を継いで、衆議院に出るんだ。日本のすべてのことはここで決まるのだ」と説き、石破茂を政界入りさせて茂は後に総理大臣となる。
  - 田中派議員の小林春一は、妻を亡くし途方に暮れていたとき、田中から連絡が入ったので、田中の事務所に向かった。そこで、田中からお悔やみの言葉をかけられ、さらに渡された封筒には100万円が入っていた。小林は、その金で立派な仏壇を特注し、田中に忠誠を誓った。
  - 大石三男次という後援会の大幹部の父が亡くなったとき、田中は葬儀に出たかったが、別の葬儀が重なったため、大石に電話をして、葬儀は伸ばせないかと尋ねた。大石は出来ない旨を伝えたところ、田中は、当時幹事長で激務であったにもかかわらず、何とか時間を作って、葬儀場に駆けつけた。
  - 1970年、自民党幹事長時代に川島正次郎が山王の自宅で亡くなった際には、真っ先に駆け付けて葬儀の陣頭指揮をとった。田中が真っ先に駆け付け、臨時電話を敷いて電話をかけまくったこともあり、国会議員や財界などの多くの人が弔問に動くこととなり、山王周辺には100mもの駐車の列が連なることとなった[151]。
  - ロッキード事件で田中が逮捕起訴された後であったにもかかわらず、田中の実母であるフメが1978年4月に亡くなったときには、葬儀参列者が3000人を越えた。飾られた花輪は、600本以上あったが、それでも実際に贈られた数の半分以下だったという（あまりにも多すぎて辞退したため）。また、この葬儀の前夜には、国鉄のストライキがあったので、東京から6時間かけて車を飛ばして駆けつけた議員（当時は関越自動車道が全線開通しておらず、東京からの車での移動にはこれほどの時間が掛かっていた）や、飛行機で新潟へ行きそこから車を使ってまで来た議員もいた。なお、田中は、この日衆院本会議で財特法案の採決が行われるため、田中派議員を中心に、葬儀への参列を自粛し、「本会議への参加」「公務優先」を指示していた（当時は伯仲国会であり、欠席議員が増えると、法案が流れる恐れがあったため）。それでも、衆参両院で約30人の議員が参列した。もし、国鉄ストと財特法案の採決という2つの事情がなければ、相当数の議員が参列していたといわれている。
- 角栄節と呼ばれる、ダミ声で非常に癖の強い話し方で知られた反面、首相就任直前、田中事務所の裏金集めを騙る詐欺事件が発生した。犯人は、歌手崩れの若い女性で、対面では秘書を名乗りつつ、電話口では自ら物真似で田中本人を演じるという手口だった。なお、この事件の犯人は、後に逮捕され、服役後まもなく獄中死した（顛末は、佐木隆三「犯罪百科」などに詳述されている）。
- 軽井沢の別荘に番記者を呼び出し、俺の不都合なことを書くなという旨を言って恫喝したことがある。この暴言を書いたのは、『文藝春秋』と『週刊現代』だけで、他の番記者は記事にしなかった。なお、立花隆は、このことを猛烈に批判している。
- 軽井沢ゴルフ倶楽部では、同クラブ会長の白洲次郎と交流を持った（詳細はリンク先を参照）。また首相当時、軽井沢で避暑中だった田中は、ヘンリー・キッシンジャー大統領補佐官を軽井沢に呼び寄せ、万平ホテルで会談を行った。
- 幹事長時代に木村俊夫の選挙運動に際して、木村の後援会の宴会が催されたことがあった。しかし、木村自身がどうしてもその宴会に出席できなかったため、その代わりとして、木村の秘書が、田中に支援を要請した。田中は、快く了承し、『天保水滸伝』『杉野兵曹長の妻』などを歌って宴会を大盛り上げた。木村は当選し、田中派になった（ただし、表面的には無所属）。
- 田中が自民党幹事長を務めていたとき、田中にあやかって「角栄」と名付けられた田中姓の少年がいた。ところが、後に田中がロッキード事件で逮捕されると、この少年は学校でいじめを受けるようになり、少年は最終的に「角栄の名が与えられた精神的苦痛は大きい」として、家庭裁判所で改名を認められている（1983年3月30日・神戸家庭裁判所）。
- ロッキード事件発覚による受託収賄罪の逮捕、起訴されたことによって自民党を離党したが、すぐに保釈された上に受託収賄罪の刑事訴訟が長期裁判化して実刑確定[注釈 10]にならないまま係争中であることを口実に、自身は無所属候補として地元選挙区で1位当選し続け、自民党籍を持たない無所属衆議院議員（いわゆる「自民党周辺居住者」）ながら派閥領袖として田中派を通じて裏舞台から政界に影響力を維持し続け、マスコミは「闇将軍」と称した。田中自身が裁判を有利にするためにも政治的影響力を保持することが必須と信じた節があり、それまで「隠れ田中派」と言われ、必ずしも正式には田中派に所属していなかった議員も明確に田中派の旗幟を明らかにさせる等、露骨に派閥拡大に邁進・努力し、むしろロッキード事件後に圧倒的最大派閥となっている。特に大平正芳、鈴木善幸、中曽根康弘の首相就任には田中の支持が不可欠でありキングメーカーのポジションであった。閣僚や党役員や国会の委員長人事にも関与し、自身の刑事訴訟における指揮権問題につながる法務大臣や党資金や選挙における公認権限を持つ自民党幹事長などの重要ポストを田中派および田中に近い議員で多く占めた。また、田中が闇将軍として大きく影響力を与えた内閣は「角影内閣」「直角内閣」「田中曽根内閣」とも呼ばれた。また自身の無罪が確定した場合は自民党への復党による表舞台復帰と総理総裁への返り咲きすら目論んでいた。
- 1985年2月7日、田中派の中から竹下登、金丸信ら40名の議員が「創政会」を結成[79]、自身のシナリオにはない状況が相次ぎ、支配力の低下が浮き彫りとなると、田中は大荒れに荒れ、毎日浴びるようにウィスキーを飲み続けた。とりわけ田中を憤慨させたのは、梶山静六、小沢一郎、羽田孜ら「田中の初年兵」を自任してきた昭和44年当選組が田中に一言の相談もなく、極秘で旗揚げの準備をしていたことだった。私邸ではスコッチのオールド・パーを1、2日に1本のペースで空け、事務所でも、佐藤昭がいくら止めてもウィスキーのがぶ飲みをやめようとはせず、自分でボトルから注ぎ、濃い水割りを作る始末で[152][153][154]、ついに同年2月27日、脳梗塞で倒れ、東京逓信病院に入院した。医師団は「被殻を中心とした大脳基底核」が壊死したと発表[155]。
  - ジャーナリストの立花隆は、『朝日ジャーナル』に寄稿した記事で「それ（注・大脳基底核）が破壊されてしまったら、田中角栄は田中角栄でなくなる。少なくとも、あの闘争心にあふれた田中角栄ではなくなる。権力欲も物欲も性欲も失った田中角栄が社会復帰したところで、政治的には何の意味もない」「政治家田中角栄はこれで政治生命を失うことになるだろう」[155]と予測するが、その予測は現実のものとなった。
  - 娘の田中眞紀子ら家族は同年4月末、当番で病院に詰めていた田中派議員も知らないうちに田中を目白台の私邸に「一時帰宅」させた。5月11日、病院側は「私邸でリハビリ中。専門リハビリは自宅療養では困難」と発表したが、眞紀子は「病院発表には関知しない」との立場を表明し、病院長、主治医、早坂茂三らとの絶縁を記者クラブ「平河クラブ」に通告した[156]。5月16日、眞紀子と夫の田中直紀衆議院議員は東京逓信病院を訪ね退院を届け出た[157]。6月6日、直紀がイトーピア平河町ビルの田中角栄事務所の閉鎖を発表。これに伴い越山会東京事務所も閉鎖されることとなった[158][159]。
  - 重い言語障害を負った田中は倒れてから8年間眞紀子の完全管理下に置かれ[160]、目白の私邸にほぼ引きこもったまま1993年にこの世を去った。
- 大好きな女優は森光子であった。ロッキード事件後、暫くテレビの取材を断ってきた田中であったが、森の番組には出演し、その時泣きながら自身の少年時代のことを語った。また、番組の最後までロッキード事件について全く触れなかった森の優しさに、田中は感動したという[161]。
- 将棋界にも貢献し、日本将棋連盟から異例のアマチュア八段が贈られた[162]。
- ロッキード事件発覚により自民党の総理を辞める決断を促したのは総理辞任を発表する朝に娘の田中眞紀子の元に 「眞紀子 俺は総理を今直ぐ辞めるべきか？」と判断を仰ぎ、問われた娘 眞紀子が「お父さん 今直ぐ辞めなさい！ 田中角栄が本当に必要だと思う時が来たら その時に総理に返り咲けばいいじゃない」と娘に諭された角栄は「よし！ 俺は辞める」と眞紀子に言い その後に辞任を発表したと 2025年7月21日放送のミヤネ屋内 出演の田中眞紀子が述べている。

## 評価
- 竹下登
  - 「碁とか将棋とかと同じように政治に天才があるとすれば、政治勘みたいなところでは田中先生は間違いなく天才であった。それは常人ではとても真似のできないことであり、努力して追いつけるようなものではない。ある種の天分みたいなものがあったように思う」
  - 「角さんのすごいところは法律をやたらに勉強していて、実に詳しく知っていたことです。33本もの議員立法を行なっていて、これはもちろん史上最多だし、おそらく今後も破られない記録でしょう。これは池田勇人さんや佐藤栄作さんにもできなかったことです。その意味では今までにない新しい形の政治家でした。それと、官僚機構を思いのままに使いこなせたということです。党人派の政治家は官僚の扱い方が決定的に下手で、官僚にバカにされているというコンプレックスもあって、恫喝や人事で強引に従わせようとする。しかし、角さんは官僚を見事に味方にした」

- 二階俊博 「国民にも政治家にも上から下まで、否、下から上まで気を配り、人心を引きつけていく。何に対しても、常に真剣勝負でした」

- 後藤田正晴
  - 「田中さんが仕えやすかったのは、責任を持ってくれるから。『任せる』と言って、責任はきちっと負ってくれたもの。そういうことですよ」
  - 「明快、簡略、独善的でも紋切り型でもない、ユーモアもまじえてそれでいて決して本質を外さない。国際レベルにおいても当代の優れた知識人の一人であった」
  - 「明晰な国家ビジョン、世界情勢、経済動向の洞察力、政治哲学、信念、理念を持っていた」

- 堀田力 「いい意味でも悪い意味でも、極めて日本的な政治家でした。日本社会のいい面も悪い面も非常に拡大した形で持っていた。だから、善悪双方において比類なく傑出した人物だったと思います。頭もいい。理解力に優れている。それに人の気持ちをつかむ感性にも優れている。右脳も左脳も日本的に発達した人でした」

- 佐藤昭子
  - 「私は32年間、それこそ二人三脚で過ごしてきた。もちろん人間だから数々の欠点はあったけれど、田中は本当に誇り高く、誠実な人間だった。私はいろいろな人たちにだまされ裏切られたけれど、田中にはただの一度も裏切られたことはなかった」
  - 「田中角栄という政治家は、保守本流の中でも非常に柔軟な発想の持ち主であり、進歩的で従来の弊害を是正するに何のためらいも持たない政治家であった」
  - 「田中角栄を語るときに、強烈なリーダーシップと共に挙げられるのが庶民性である。田中は庶民をこよなく愛し大切にした政治家だった。いつも目線は庶民に向いていた。モットーは主権在民。庶民の生命と財産を守るのが政治家の責務であり、それ以外に政治家に何が求められようかというのが田中の考えだった。どうしたら国民が裕福に暮らせるのかを第一に政策をつくり実行した。庶民宰相と呼ばれた所以である。だから演説では誰にでも分かりやすい言葉で語り続けた。このことで庶民の共感と理解を得て、政治にパワーと実行力が備わったのである」

- 田中京 「家に帰って来ようが、店に行こうが、一番下の人から会話をするんですよね。料亭なんか行っても、下足番のおじさんの田中とか鈴木とかって名前をちゃんと覚えていた」

- 早坂茂三
  - 「田中角栄という人は、ことを為すにあたっては常に大局観に立ち、問題の具体的な解決策を用意して、役人や仲間の政治家、スタッフに方針を示す政治家である。（中略）発想はオリジナルで、言葉は平易で明快、内容は簡明直裁〔ママ?〕である。道学者風の持って回った難解な説教は一切しない」[163]
  - 「角さんの女性関係は数えたらキリが無い。親方が立派だと思うのは、反逆の旗を立てた女が一人もいなかったことだ」

- 山下元利 「田中さんは、常に全責任は俺に有りの姿勢で臨んでいた。度胸、着想のよさ、人間味、僕は完全に心酔してしまった。やがて、僕のところには政界入りの話があちこちからきましたが、僕の中には政治をやるなら田中さんのもとでしか考えられなかった」

- 二階堂進 「それまではブルドーザーのような政治力の人かと思っていたけど、実行力、自分のミスを認める素直さも身に付けている」

- 石原慎太郎 「あの人が商売の天才だったことは間違いないね。たんなるカネ儲けの才能だけじゃなくて、人を見る目、人間観も鋭い。彼ほど先見性に富んだ政治家はいなかった」[164]

- 重宗雄三 「角栄の奴はウナギの寝床のような土地を買い、そこに鉄道を串刺しだ。あいつにはかなわねえ」

- 屋山太郎 「あるとき、無断で幹事長室に入っていったことがある。角さんは向こうを向いて日本地図に定規で熱心に赤線を引いていた。私が覗き込むと『ここにね、新幹線を敷くんだよ。すごいだろ』という。日本海側のことを当時「裏日本」といったものだが、角さんの夢は「裏」に光を当てることだった」

- 小田敏三 「角さんにとって、『金権政治家』のレッテルは屈辱だった。『金権政治家だったら、こんな田舎に来るか』というのが、あの日の角さんの正直な気持ちだったでしょう。批判に対して、こうも言っていた。『大事なのは理屈じゃない。生まれ育ったところに帰って来られる。そこで暮らしていける。何が悪い。そうするのが政治家の役割だ』と」

- 広井忠男
  - 「塩谷は60戸しかなかったから、1戸4票としても240票にしかならない。見附市や三条市のような町場にドーンと投資したほうが、よっぽど票になるわけですよ。それ一つ考えてみても、当時のマスコミが書いた『角栄は自分の選挙のために12億円の公共事業をやった』という批判はおかしいんだ」
  - 「当時、マスコミには『田中邸の庭の池の鯉は1匹数百万円』なんて書かれていましたが、デタラメですよ。小千谷や山古志の人が持って行った安い鯉が多かったんです」

- 田原総一朗 「面白かったのは、田中角栄という人物は人の話を聞くのが上手ではないということ。一方的に機関銃のように話す。攻めて攻めて攻めまくる、攻撃型の人間だということが如実に表れていたことだった」

- 相沢英之 「（大蔵官僚時代）大変な方が現れたという印象があった。我々が書類を回しても、普通大臣なんか見やしません。でもあの人は見るんですよ。酒飲んで寝た後も、（午前）三時頃起きて。とても勉強家なのね。しかも勉強してるということをあまり人に見られたくない人です」

- 野口悠紀雄 「角栄が大蔵省の官僚の人心を掌握できたのは、金力だと言われるが決してそうではない。あの能力の高さと胆力に官僚たちは惚れたのだ」

- 岩田温 「つくづく思うのは、田中角栄という人物は『世知』に長けた人物であったということだ。全てが計算されているが、その計算は、『普通の人』を大切にしようとする温かさから生まれた計算で、決して冷たい計算ではない。愛情と知性というものが、必ずしも相反する存在ではないということを証明したのが田中角栄の人心掌握術というものだろう」

- 小長啓一 「田中さんの顔は赤銅色で艶やかで、精気と自信がみなぎっていました。ものすごい迫力と気迫、後光がさすようなまぶしさがありましたね。『こんな人の秘書官が務まるのか』それが最初の印象でした。田中さんは総理大臣になってからも絶対に『下から目線』でした。この姿勢を崩されることはありませんでした。総理大臣だからと言って人を上から見下ろして偉ぶるようなことは決してありませんでした。田中さんには統率力もありました。天性のものもあるのでしょうが周囲の人が自然と『この人のためには身も心も尽くしたい』と思うようになるものを持っておられました。ただ、ご本人はとても努力家でした。ご自身もおっしゃっていましたが『努力なくして天才なし』です。よく周囲の人は田中さんのことを『天才』と評しますが、自分の頭脳の明晰さや記憶力の良さに甘えるようなところはありませんでした。朝は午前2時にいったん目を覚まし、必要な資料をじっくり読み込み勉強しておられました。私たちも田中さんが通産大臣時代は必要な資料を毎日、真夜中の午前0時に自宅に届けにいきました。資料をポストに入れておくと田中さんは翌日、役所に来るまでに必ず目を通しておいてくれました。必要な事実や数字がきちんと頭に入っているので私たちの資料を読んでくださったのはすぐに分かります。恐ろしいほどの勉強家だったと思います。田中さんは話が面白い方でした。聞いていて誰もあきないのです。名調子で名演説、とにかく上手です。うっかりすると田中さんの話を記録しなければならない記者たちも聞くのに気をとられノートにメモをするのを忘れることすらありました」

- 佐川清 「ひと言でいえば、すべての面でお手本になる男だったな。不断の努力、人一倍の優しさ、そして何より時代の先を見通した鋭い感性。どれをとっても一級の大人物だったな。船舶振興会の笹川（良一）はんも傑出した人物だったが、ワシにとってはやはり角さんが一番だな。今でもはっきり覚えとるが『ワシは人間は利用されるうちが花やと思うとる。人助けこそがワシの務めや』という言葉にはシビれたなあ。男が惚れる男、それが角さんや。角さんの前に角さんなし、角さんの後に角さんなし。今（2000年当時）の政治家に角さんを凌ぐ政治家はおらん。どいつもこいつもチマチマ、コソコソする奴ばっかりで国の将来を考えとる政治家はおらん。54歳と言う若さで総理大臣になった『越後の今太閤』にワシは心底、惚れてしもうたんや。ワシが角さんにいくら献金しようが、そのカネはやがて形を変えて世のため、人のためになるんやから、それはそれでエエのんと違うか」[165]

- 山本七平 「田中角栄は地域共同体に組み込まれその要請に対応する形であらゆる権力を行使してきた人物で本質的には『地域政治家』であり、彼は自分が地域政治家であることを忘れて日本国の首相になった。彼には総理として何の新しい発想もなく、新潟三区に対して行ってきたことをそのまま日本全国に広げようとしただけである。彼は雪に悩まされない国における経済成長後の民心の動向をまったくつかんでおらず、みな新潟のつもりでいて、これを最後まで理解していなかった」[166]

- 佐高信はかつては角栄をこき下ろしていたものの、今では「ダーティなハト」として相対的に評価している。また、月刊誌『噂の真相』の連載「タレント文化人筆刀両断!」で1994年に田中眞紀子を批判した際には、角栄を「なかなか嫌いになれないオッサンだった」と評したこともある。

- ロナルド・レーガンの大統領補佐官リチャード・V・アレン（英語版）は「したたか者」と評した。

## 家族・親族
妻・はなとの間に1男1女。長男の正法は夭折。長女は眞紀子。はなは病弱のため、田中が首相の時には眞紀子がファーストレディの役目を代行した。はなの連れ子である静子は池田勇人の甥である山持巌と結婚した。
神楽坂の芸者、辻和子との間に2男1女（次男の田中京、三男の田中祐、次女の真佐は夭折）。後に3人ともそれぞれ角栄への回想録を出版している。
なお、秘書であった佐藤昭子との間に1女（佐藤敦子）がいる。宗派は真言宗である。
- 妻：田中はな - 旧姓・坂本（1912年8月18日生[2]）
- 長男：田中正法 - 肺炎により4歳で死亡。
- 長女：田中眞紀子 - 科学技術庁長官（第52代）、外務大臣（第126代）、文部科学大臣（第17代）。
- 長女の婿：田中直紀（旧姓・鈴木）- 防衛大臣（第10代）
- 養女：静子（正法と真紀子の異父姉）[53] - はなの連れ子、山持巌（池田勇人の甥）と結婚。
- 次男：田中京 - 音楽家。
- 三男：田中祐 - 顔や背丈など、外見が角栄に似ているとされている。1990年代前半に当時勤めていた西武グループから独立して企画会社を立ち上げたものの失敗。角栄亡き後、遺産相続争いで実兄を訴えるも敗訴。遺産2800万円を手にしたものの、すぐに底をつく。2010年時点で消費者金融3社から借りた約150万円の借金が返せなくなり自己破産し生活保護を受けていることを告白している[170]。
- 次女：田中真佐（まさ）、辻和子の娘 - 夭折。
- 三女：佐藤敦子 - 秘書の佐藤昭子との子。

### 系譜
|          |          |          |          |          |          |  |  |      |      |      |      |      |      |  |  |          |          |          |          |          |          |  |  |          |          |          |          |          |          |  |  | 祐     |      |      |      |      |      |  |  |        |  |
|          |          |          |          |          |          |  |  |      |      |      |      |      |      |  |  |          |          |          |          |          |          |  |  |          |          |          |          |          |          |  |  |        |      |      |      |      |      |  |  |        |  |
|          |          |          |          |          |          |  |  |      |      |      |      |      |      |  |  |          |          |          |          |          |          |  |  | 辻和子   |          |          |          |          |          |  |  |        |      |      |      |      |      |  |  |        |  |
|          |          |          |          |          |          |  |  |      |      |      |      |      |      |  |  |          |          |          |          |          |          |  |  |          |          |          |          |          |          |  |  | 京     |      |      |      |      |      |  |  |        |  |
|          |          |          |          |          |          |  |  |      |      |      |      |      |      |  |  |          |          |          |          |          |          |  |  |          |          |          |          |          |          |  |  |        |      |      |      |      |      |  |  |        |  |
| 角右衛門 | 角右衛門 | 角右衛門 | 角右衛門 | 角右衛門 | 角右衛門 |  |  | 捨吉 | 捨吉 | 捨吉 | 捨吉 | 捨吉 | 捨吉 |  |  | 角次     | 角次     | 角次     | 角次     | 角次     | 角次     |  |  | 角栄     | 角栄     | 角栄     | 角栄     | 角栄     | 角栄     |  |  |        |      |      |      |      |      |  |  |        |  |
| 角右衛門 | 角右衛門 | 角右衛門 | 角右衛門 | 角右衛門 | 角右衛門 |  |  | 捨吉 | 捨吉 | 捨吉 | 捨吉 | 捨吉 | 捨吉 |  |  | 角次     | 角次     | 角次     | 角次     | 角次     | 角次     |  |  | 角栄     | 角栄     | 角栄     | 角栄     | 角栄     | 角栄     |  |  |        |      |      |      |      |      |  |  |        |  |
|          |          |          |          |          |          |  |  |      |      |      |      |      |      |  |  |          |          |          |          |          |          |  |  |          |          |          |          |          |          |  |  | 正法   |      |      |      |      |      |  |  |        |  |
|          |          |          |          |          |          |  |  |      |      |      |      |      |      |  |  |          |          |          |          |          |          |  |  |          |          |          |          |          |          |  |  |        |      |      |      |      |      |  |  |        |  |
|          |          |          |          |          |          |  |  |      |      |      |      |      |      |  |  |          |          |          |          |          |          |  |  | はな     |          |          |          |          |          |  |  |        |      |      |      |      |      |  |  |        |  |
|          |          |          |          |          |          |  |  |      |      |      |      |      |      |  |  |          |          |          |          |          |          |  |  |          |          |          |          |          |          |  |  | 眞紀子 |      |      |      |      |      |  |  |        |  |
|          |          |          |          |          |          |  |  |      |      |      |      |      |      |  |  |          |          |          |          |          |          |  |  |          |          |          |          |          |          |  |  |        |      |      |      |      |      |  |  |        |  |
|          |          |          |          |          |          |  |  |      |      |      |      |      |      |  |  |          |          |          |          |          |          |  |  |          |          |          |          |          |          |  |  |        |      |      |      |      |      |  |  | 雄一郎 |  |
|          |          |          |          |          |          |  |  |      |      |      |      |      |      |  |  |          |          |          |          |          |          |  |  |          |          |          |          |          |          |  |  |        |      |      |      |      |      |  |  |        |  |
|          |          |          |          |          |          |  |  |      |      |      |      |      |      |  |  | 鈴木佳衛 | 鈴木佳衛 | 鈴木佳衛 | 鈴木佳衛 | 鈴木佳衛 | 鈴木佳衛 |  |  | 鈴木直人 | 鈴木直人 | 鈴木直人 | 鈴木直人 | 鈴木直人 | 鈴木直人 |  |  | 直紀   | 直紀 | 直紀 | 直紀 | 直紀 | 直紀 |  |  |        |  |
|          |          |          |          |          |          |  |  |      |      |      |      |      |      |  |  | 鈴木佳衛 | 鈴木佳衛 | 鈴木佳衛 | 鈴木佳衛 | 鈴木佳衛 | 鈴木佳衛 |  |  | 鈴木直人 | 鈴木直人 | 鈴木直人 | 鈴木直人 | 鈴木直人 | 鈴木直人 |  |  | 直紀   | 直紀 | 直紀 | 直紀 | 直紀 | 直紀 |  |  |        |  |
|          |          |          |          |          |          |  |  |      |      |      |      |      |      |  |  |          |          |          |          |          |          |  |  |          |          |          |          |          |          |  |  |        |      |      |      |      |      |  |  | 真奈子 |  |
|          |          |          |          |          |          |  |  |      |      |      |      |      |      |  |  |          |          |          |          |          |          |  |  |          |          |          |          |          |          |  |  |        |      |      |      |      |      |  |  |        |  |
|          |          |          |          |          |          |  |  |      |      |      |      |      |      |  |  |          |          |          |          |          |          |  |  |          |          |          |          |          |          |  |  |        |      |      |      |      |      |  |  |        |  |
|          |          |          |          |          |          |  |  |      |      |      |      |      |      |  |  |          |          |          |          |          |          |  |  |          |          |          |          |          |          |  |  |        |      |      |      |      |      |  |  | 真美子 |  |
|          |          |          |          |          |          |  |  |      |      |      |      |      |      |  |  |          |          |          |          |          |          |  |  |          |          |          |          |          |          |  |  |        |      |      |      |      |      |  |  |        |  |

## 著作
- 『私の履歴書 田中角栄』日本経済新聞社、1966年5月1日。NCID BN08899772。全国書誌番号:66005285。以下に再録
  - 『私の履歴書 第28集』日本経済新聞社、1967年
  - 『私の履歴書 保守政権の担い手』日経ビジネス人文庫、2007年5月。ISBN 978-4532193737
- 『安全保障政策の基本』（再版）自由民主党広報委員会出版局、1969年6月。全国書誌番号:77100977。
- 『日米関係の将来』内外情勢調査会〈講演シリーズ 291〉、1971年。 NCID BA91407897。全国書誌番号:99030187。
- 『日本列島改造論』日刊工業新聞社、1972年6月20日。 NCID BN02439055。全国書誌番号:70000513。
  - 復刻版：日刊工業新聞社、2023年3月。ISBN 978-4526082702
- 『ダイジェスト日本列島改造論』自由民主党広報委員会出版局〈学習シリーズ 第39集〉、1972年9月1日。 NCID BA90757601。全国書誌番号:21864094。
- 『大臣日記』新潟日報事業社、1972年9月1日。NCID BN08556426。全国書誌番号:72003654。
- 『自伝 わたくしの少年時代』柳瀬茂絵、講談社、1973年9月。 NCID BN13275164。全国書誌番号:45001487。
- 総理府広報室 編『第70、71国会における田中総理の発言録』 第1集、日本広報協会、1973年3月15日。 NCID BN13630561。全国書誌番号:72009999NDLJP:11924641。
- 『田中総理は語る 日ソ首脳会談について』北方領土問題対策協会、1974年3月。 NCID BA83934784。全国書誌番号:21869967。
- 『田中内閣総理大臣演説集』内閣総理大臣官房監修、日本広報協会、1975年2月。 NCID BN07599820。全国書誌番号:20092107。

### 論文
- 「欧洲と日本の住宅施策の比較」『住宅』第3巻第1号、日本住宅協会、1954年1月、7-14頁、NAID 40017880525。
- 「郵政大臣にきく（対談）」『官公労働』第11巻第10号、官業労働研究所、1957年10月、6-11頁、NAID 40000540010。
- 「自民党の水資源開発構想――禍根は関係行政庁の所管争い」『エネルギー経済研究所資料月報』第64号、エネルギー経済研究所、1961年4月、5-20頁、NAID 40000257558。
- 「不景気にいどむ田中財政」『エコノミスト』第40巻第46号、毎日新聞社、1962年11月、6-11頁、NAID 40000219818。
- 「これからの経済はどうなるか――東商新宿支部一周年記念講演」『東商』第193号、東京商工会議所、1963年7月、11-14頁、NAID 40002622150。
- 「資本蓄積を最重点に――この人と1時間」『エコノミスト』第41巻第38号、毎日新聞社、1963年9月、56-59頁、NAID 40000220140。
- 「IMF8条国移行に際して」『外国為替』第319号、外国為替貿易研究会、1964年4月、2-4頁、NAID 40000373531。
- 「当面の金融政策について」『東商』第209号、東京商工会議所、1964年11月、10-15頁、NAID 40002622329。
- 「景気対策と予算編成――この人と1時間」『エコノミスト』第42巻第50号、毎日新聞社、1964年12月、46-49頁、NAID 40000220832。
- 「官僚操縦術（座談会）」『現代の眼』第5巻第12号、現代評論社、1964年12月、132-141頁、NAID 40001130920。
- 「国際金融展望――1965年へ5つの質問（対談）」『国際金融』第335号、外国為替貿易研究会、1965年1月、6-9頁、NAID 40001300352。
- 「参院選後の自民党の姿勢――この人と1時間」『エコノミスト』第43巻第31号、毎日新聞社、1965年7月、42-45頁、NAID 40000221219。
- 「自民党の反省」『中央公論』第82巻第7号、中央公論新社、1967年6月、284-293頁、NAID 40002392352。
- 「生きるための都市改造――この人と1時間」『エコノミスト』第45巻第34号、毎日新聞社、1967年8月、40-43頁、NAID 40000222614。
- 「これからの都市政策」『建設総合研究』第16巻第3号、建設調査会、1967年10月、1-31頁、NAID 40001086753。
- 「新しい国づくりの政策（インタビュー）」『アナリスト』第14巻第1号、経済発展協会、1968年1月、40-51頁、NAID 40000096647。
- 「1980年の自民党（対談）」『自由』第10巻第1号、自由社、1968年1月、17-31頁、NAID 40001672633。
- 「日本列島改造の青写真」『文藝春秋』第46巻第2号、文藝春秋、1968年2月、120-128頁、NAID 40003417208。
- 「憲法問題は"静かに"見守る」『自由』第10巻第5号、自由社、1968年5月、33-35頁、NAID 40001672733。
- 「自由民主党の安全保障政策の基本」『政策月報』第159号、自由民主党、1969年4月、6-11頁、NAID 40015860891。
- 「自動車新税で豊かな社会を」『エコノミスト』第47巻第43号、毎日新聞社、1969年10月、50-53頁、NAID 40000223953。
- 「社会資本の先行的整備」『中央公論』第87巻第1号、中央公論新社、1972年1月、137-138頁、NAID 40002387154。
- 「日本列島改造について――木村禧八郎氏の質問（本誌前号）に答える」『中央公論』第87巻第12号、中央公論新社、1972年12月、110-121頁、NAID 40002387431。
- 「日本国政府と中華人民共和国政府の共同声明（資料）」『中国研究月報』第300・301号、中国研究所、1973年2月、59-60頁、NAID 110002958048。
- 「ナショナル・プレスクラブ演説」『世界週報』第54巻第34号、時事通信社、1973年8月、23-25頁、NAID 40002123318。
- 「世界的視野に立つ日米関係」『政策月報』第212号、自由民主党、1973年9月、6-9頁、NAID 40002041544。
- 「繁栄と安定の世界経済体制の創造――ガット閣僚会議における挨拶」『政策月報』第213号、自由民主党、1973年10月、6-8頁、NAID 40002041559。
- 「教育刷新は国民的課題――勇断を発揮…負託に応える」『教育』第24巻第7号、国土社、1974年7月、116-119頁、NAID 40000674107。
- 「「新ふるさと計画」要旨」『月刊自由民主』第222号、自由民主党、1974年8月、66-68頁、NAID 40003979423。
- 「強力な民主政治の牽引力として――自由民主党議員総会におけるあいさつ」『月刊自由民主』第223号、自由民主党、1974年8月、4-11頁、NAID 40003979446。
- 「国民のために責任を果たす道――総裁挨拶」『月刊自由民主』第224号、自由民主党、1974年9月、9-16頁、NAID 40003979473。
- 「健全な地方自治の進展をめざして」『月刊自由民主』第225号、自由民主党、1974年10月、7-14頁、NAID 40003979502。
- 「日本国政府と中華人民共和国政府の共同声明」『アジア経済旬報』第950号、中国研究所、1974年10月、13-14頁、NAID 110002800877。
- 「田中角栄独占インタビュー――元総理六年間の沈黙を破る！」『文藝春秋』第59巻第2号、文藝春秋、1981年2月、118-145頁、NAID 40003419276。
- 「道路整備30年の軌跡―1―その草創期を振り返って」『道路』第516号、日本道路協会、1984年2月、47-57頁、NAID 40002668461。

## 出演

### テレビ番組
- 大蔵大臣アワー（日本テレビ放送網 1965年 司会 当初は半年間放送の予定も諸事情で3ヶ月で打ち切られる）
- ふたりで話そう 幹事長・書記長（NET 1966年）

### ビデオ
- パックインビデオ制作『田中角栄』

## 田中角栄を題材にした作品
楽曲
- 「田中音頭」（作詞・歌：三波春夫、作曲：佐藤川太）- 1972年発表。

小説
- 「あ・じゃ・ぱん」（矢作俊彦） - 1997年発表。

映画
- 『小説吉田学校』（1983年、演：西郷輝彦）

モデルとした人物が登場する映画
- 『華麗なる一族』（1974年、演：河津清三郎）- 役名は田淵。
- 『金環蝕』（1975年、演：中谷一郎）- 役名は斎藤庄蔵。
- 『日本の首領（ドン） 野望篇』（1978年、演：金子信雄）- 役名は平山英格。
- 『日本の首領（ドン） 完結篇』（1978年、演：金子信雄）- 役名は平山英格。
- 『日本の黒幕（フィクサー）』（1979年、演：金田龍之介）- 役名は平山栄吉。
- 『大いなる完 ぼんの』（1998年、演：的場浩司）- 役名は鉄馬完。

テレビドラマ
- 『ファーストレディ さらば愛しき昭和』（1990年、演：小松方正）
- 『負けて、勝つ 〜戦後を創った男・吉田茂〜』（2012年、演：橋本一郎）
- 『歴史の転換点に立つ鄧小平（中国語: 历史转折中的邓小平）』（2014年、演：嶋崎伸夫）
- 『アメリカに負けなかった男〜バカヤロー総理 吉田茂〜』（2020年、演：前野朋哉）

モデルとした人物が登場するテレビドラマ
- 『不毛地帯』（1979年、演：藤岡重慶）- 役名は田淵。
- 『不毛地帯』（2009年、演：江守徹）- 役名は田淵角造。
- 『運命の人』（2012年、演：不破万作）- 役名は田淵角造。
- 『華麗なる一族』（2021年、演：小野寺昭）- 役名は田淵円三。

テレビ番組
- 『戦後50年・その時日本は 第8回 列島改造 田中角栄の挑戦と挫折』（1995年11月、NHKスペシャル）
- 『ニッポン人が好きな100人の偉人』（2008年、演：北村晴男）
- 『未解決事件 File.05 ロッキード事件』（2016年、演：石橋凌）
- 『田中角栄 列島改造の夢と転落 映像の世紀 バタフライエフェクト』（2023年）

演劇
- 『カクエイはかく語りき』（2006年、演：渡辺哲）

漫画
- 『やぶれかぶれ』（本宮ひろ志）- 1982年-1983年。
- 『角栄に花束を』（大和田秀樹） - 2019年よりヤングチャンピオン（秋田書店）にて連載中。

モデルとした人物が登場する漫画
- 『大いなる完』（本宮ひろ志）- 1983年-1984年。人物名は鉄馬完。

アニメ
- 『カッくんカフェ』（配給：ジョイパックフィルム）1984年7月劇場公開。役名はカッくん。声の出演：伊武雅刀。

ゲーム
- 『ごんべえのあいむそ〜り〜』（開発：コアランド、販売：セガ） - 1985年発売。
- 『麻雀倶楽部永田町・総裁戦』（ヘクト） - 1991年4月25日発売。

## 写真集
- 山本皓一 撮影『田中角栄全記録 : 密着2年半、2万カットからの報告』集英社、1985年1月30日。ISBN 9784087800814。NDLJP:12192287。
  - そばで密着し2年半で、2万カットにも及んだ、なお葬儀の遺影にも用いられた。
  - 山本皓一『カラー版 素顔の田中角栄 密着！最後の1000日間』宝島社新書、2018年7月。ISBN 9784800285935。新編
- 福田文昭『田中角栄 張込み撮影日誌 1974-1993』葦書房、1994年12月。ISBN 9784751205853。

## その他
- 初出馬の際氏名のひらがな表記は「たなか かくえ」であった。この時の政見発表演説会の演題は「若き血の叫び」。
- 好きなタイプの女性はディアナ・ダービン[171]。田中が徴兵され満州に送られた時、荷物の中からダービンのブロマイドが見つかり、軍曹に頬を張り飛ばされた[172]。
- 演説や答弁を始める時「まーこのー」と前置きしてから話を始めることがあり、現在でも田中の演説のものまねをする際、この前置きの言葉が使われることが多い。
- バセドウ病の持病があり、暑がりであったことから、東京拘置所に拘置されているときに、アイスクリームを自費で買えるように法務大臣に圧力を掛けて、購入できるようにした（当時の法務大臣は稲葉修）。現在でも東京拘置所ではアイスクリームが自費購入できる。
- 無類の暑がりで、大蔵大臣だった昭和39年に大臣室に冷房を入れさせた。加えて、冷房の目盛りは常に“強”にして、大臣室を冷やしていた。このため、大臣の側近や大蔵省幹部の間では真夏の暑い日でさえ「大臣室へ行く時は上着を着ていけ、さもないと風邪をひく」と言われていたという。
- 学生時代、英和辞典を隅から丸暗記して、覚えたページは破り捨てたという。
- 馬主としても有名で、1965年の優駿牝馬優勝馬のベロナ（名義は田中はな夫人であったが、実質上は田中自身の持ち馬）や、長女の眞紀子から名を取ったマキノホープ、マキノカツラ、マキノサクラ、マキノスガタなどの馬を所有し、中央競馬で通算36勝を挙げている[173]。また、1965年には東京馬主協会会長を務めている[174]。1973年、9月角栄が首相だった時、外遊でイギリスを訪れ、エリザベス女王と会った際、角栄に「日本の名もない人たちがきて、イギリスのいい種馬（プリンスリーギフト系・ネヴァーセイダイ系などを参照）をみんな買っていってしまいます。どうするつもりなのでしょう」と苦言を呈されるが、馬主でもあった角栄はかつて女王の所有馬であり、日本へ輸出されたゲイタイムが2頭の日本ダービー馬[注釈 11]を出したことを話し、「ぜひ日本へいらしてください。東京競馬場を案内します」と言ったら二人で大笑いとなった。なお、駐英大使の森治樹はあとで、「あんなことを女王に話したのは、世界中で総理だけだ」と言ったが、隣にいた田中眞紀子は『馬の話ばかりしてバカみたい……』とあきれていたとのこと[175]。
- 中曽根康弘を「遠目の富士山」「出たがり屋の婆芸者」「なるものになったらお前らなんか見向きもしない。天井向いて歩く」、橋本龍太郎を「備前長船の風切り小僧」「あのタイプは切れるが人に好かれない」、宮澤喜一を「英語屋」「あれは一流の秘書官で政治家じゃない」「金襴緞子のお姫様」、小渕恵三を「光平さんの倅は目立たない男だ。ビルの谷間のラーメン屋。なかなかやるねぇ」、池田大作を「ありゃ法華経を唱えるヒトラーだ」などと評していた。
- 自らが掲げた日本列島改造論が、田中政権下での狂乱物価やオイルショックなどで頓挫した後、「列島改造と気負わずに、『日本を極楽にする方法』とした方が国民の皆に判ってもらってよかったんじゃないか」と、反省を込めた一言を秘書だった早坂茂三に対して述懐している[176]。
- 自派閥のメンバーには絶対的な服従を強いる強権的な姿勢が目立った反面、敵対する勢力に対しては最後まで追い詰めることは避け、しばしば苦境に立った政敵に救いの手を差し伸べた。
- 小室直樹の著作を愛読し、高く評価していた。小室はロッキード事件の際「田中無罪論」を展開したが、それ以前からの読者である。
- 馬喰の家柄の出身という事もあって、味付けの濃い食べ物を好んだ。日中国交樹立の際に、中国側にお気に入りの味噌汁とあんパンを出されたことが中国側への破格の譲歩につながったともいわれる。総理在任中は常にミネラルウォーターを持ち歩いていた。
- 日本各地の選挙情勢をくまなく把握し、その見通しは滅多に狂わなかったという。
- 家紋は剣片喰（かたばみ）である。
- 苦学生である田中は教育問題、とりわけ公教育の重要性を認識しており、首相在任時には公立学校の教員給与を引き上げたり、教員の地位や質の向上に努めた（人材確保法案）。これには、特に自民党文教族にとっては、労働争議の活発な日教組を懐柔し、骨抜きにするという意味合いもあった。日教組側は、(1) 給与は労使交渉で決めるべきで、上から一方的に決めるのはおかしい (2) 3段階の給与を5段階に細分化するのは教職員の分裂を企図するもの ――という理由で反発した[177]。しかし、待遇改善の魅力は大きく、最終的に日教組側は妥協した。
- 1957年12月31日、第8回NHK紅白歌合戦に審査委員として出演した（当時、郵政大臣）。
- 内閣総理大臣まで務めたことがあるにも関わらず、勲章を受章していない。なお、リクルート事件で秘書が略式起訴となった宮沢喜一は勲章受章対象となった（宮沢本人の生前の意向により勲章辞退）。栄典は全くないが、名誉市民の称号は得ている。
- 倒れてからは、体力のある介護人が必要と、元十両力士の凱皇の介護を受けて過ごした。
- 男なら「かくえい」、女なら「すみえ」と読ませるつもりで、生まれる前から「角栄」の字を当てることが決まっていたという。
- 1972年7月に首相就任してから10月に国会で所信表明演説をするまで113日経過している。これは日本国憲法下で初就任した首相の中では最も遅い記録である。
- 首相時代にオイルショックを迎えたのを機に日本のエネルギー政策の見直しを図り、電源三法の制定を行い、とりわけ火力発電から原子力発電への電力エネルギーの転換を積極的に推進することとなる。自らの実家があった西山町の隣町である刈羽村に原子力発電所を誘致している。電源三法制定に際しては首相秘書官を務めた小長啓一に「これからの時代は原発だ。」と述べるなど原子力時代の先見を明かしていたという。

### 語録
ウィキクォートには、田中角栄に関する引用句があります。
- 「三国峠をダイナマイトで吹っ飛ばせば越後に雪は降らない。そしてその土を日本海に運べば佐渡と陸続きになる」（初出馬時の演説）[178]
- 「ナニ言ってんだ、ジイさん。あんたたちはもう子供が全部でき上がっているから、そんな極楽トンボでいられるんだ。学生を子に持つ日本中の親たちは、一体どうするんだ。自分たちの食うものも削って、倅や娘に仕送りしているんだ。ところが、学校はゲバ棒で埋まっている。先生は教壇に立てない。勉強する気の学生は試験も受けられん。こんなことで卒業できるのか。就職できるのか。みんな、真っ青になっているんだ。気の弱い学生は大学にも行けず、下宿でヒザを抱えているんだ。だから、いいからジイさん、早くベルを鳴らせ。やらなきゃ、このオレが許さんぞ」（大学管理法成立に際して参議院法会議開会を渋る重宗雄三議長に対して）[55]
- 「政治は数であり、数は力、力は金だ」（＝数の論理）
- 「政治とは何か。生活である」（秘書・早坂茂三の著書「オヤジの知恵」に記述あり）
- 「これからは東京から新潟へ出稼ぎに行く時代が来る」
- 「俺の目標は、年寄りも孫も一緒に、楽しく暮らせる世の中をつくることなんだ」
- 「中国国民全員が手ぬぐいを買えば8億本売れる」（日中国交正常化の際の発言）
- 「いままで政府が統一見解で述べておりますものは、自衛の正当な目的を達成する限度内の核兵器であれば、これを保有することが憲法に反するものではないというのが、従来政府がとってきたものでございます」（1973年3月17日参議院予算委員会での答弁）
- （日の丸・君が代が国旗・国歌として定着しているという認識を示した上で）「私はやはりある時期に、もうこの時期にでもいいと思いますが、国歌や国旗というものを明確にやっぱり国権の最高機関としての院の議決を得て法律として制定をすべきときが来ておると思います。そして制定をしたら、これは少なくとも、小中学校とか、国公立の学校においてこれを歌うということは当然でございます」（1974年3月14日参議院予算委員会での答弁）
- 「私が田中角栄であります。皆さんもご存じの通り、高等小学校卒業であります。皆さんは全国から集まった天下の秀才で、金融、財政の専門家ばかりだ。かく申す小生は素人ではありますが、トゲの多い門松をたくさんくぐってきており、いささか仕事のコツは知っているつもりであります。これから一緒に国家のために仕事をしていくことになりますが、お互いが信頼し合うことが大切だと思います。従って、今日ただ今から、大臣室の扉はいつでも開けておく。我と思わん者は、今年入省した若手諸君も遠慮なく大臣室に来てください。そして、何でも言ってほしい。上司の許可を取る必要はありません。できることはやる。できないことはやらない。しかし、すべての責任はこの田中角栄が背負う。以上」（1962年、第2次池田内閣の大蔵大臣に就任後、官僚の前で最初に行った挨拶）[179]
- 「よっしゃよっしゃよっしゃ」（ロッキード事件の賄賂を受領した際に述べたとされる発言）
- 「跳ねた鯉が地面に落ちたら干物になるだけだ。魚の干物なら食うが、熊の干物は誰も見向きもしない」（中川一郎に『鯉は跳ねちゃいけませんか？』と、小派閥ながら自民党総裁選に出馬を決めたという報告を受けた際の返答）[注釈 12]
- 「私は、かつて日本と朝鮮半島が合邦時代が長くございましたが、その後韓国その他の人々の意見を伺うときに、長い合邦の歴史の中で、いまでも民族の心の中に植えつけられておるものは、日本からノリの栽培を持ってきてわれわれに教えた、それから日本の教育制度、特に義務教育制度は今日でも守っていけるすばらしいものであるというように、今度のASEAN五が国訪問で、しみじみたる思いでございました。これはかっての台湾統治の中でも、そのようなほんとうに民族的に相結ばれる心の触れ合いというものが、いまでも高く評価をされておるという一事をもってしても言えるものでございます。」（1974年1月24日衆議院本会議答弁で。この発言が日韓併合を正当化するものだと南北朝鮮から批判を受けた）
- 「政治家は発言に、言っていい事／悪い事、言っていい人／悪い人、言っていい時／悪い時、に普段から気を配らなければならない」（伊藤惇夫が2013年6月19日TBS『ひるおび!』で政治家のブログ炎上に関して語った田中のエピソード）
- 「人間は、やっぱり出来損ないだ。みんな失敗もする。その出来損ないの人間そのままを愛せるかどうかなんだ。政治家を志す人間は、人を愛さなきゃダメだ。東大を出た頭のいい奴はみんな、あるべき姿を愛そうとするから、現実の人間を軽蔑してしまう。それが大衆軽視につながる。それではダメなんだ。そこの八百屋のおっちゃん、おばちゃん、その人たちをそのままで愛さなきゃならない。そこにしか政治はないんだ。政治の原点はそこにあるんだ」[180]
- 「このトンネルについて、60戸の集落に12億円かけるのはおかしいとの批判があるが、そんなことはない。親、子、孫が故郷を捨てず、住むことができるようにするのが政治の基本なんだ。だから私はこのトンネルを造ったんだ。トンネルがなかったら、子供が病気になっても満足に病院にかかれない。冬場に病人が出たら、戸板一枚で雪道を運んで行かなきゃならん。同じ日本人で、同じ保険料を払っているのに、こんな不平等があるか」
- 「田中はなぜ倒れないか。人間、はだかになったことがないからびくびくするんだ。おれははだかになっているんだもの。」（1983年10月13日、ロッキード裁判で有罪判決を受けた翌日の言葉）[181]
- 「中曽根は象に乗っているのに、どうしてきつねやたぬきに乗り換えるのか」（1983年ごろ、ロッキード裁判の判決直後に中曽根康弘首相が福田や三木に接触していることを聞いて）[182]
- 「物価とかね公害なんていうのは、大したこっちゃありませんよ。こりゃね、まぁ、雨漏りがするとか、雨戸が飛んだとか、下水が溢れるとかいう程度のもんだ。」（1974年7月7日の参議院選挙へ向けた街頭演説）[183]
- 「田中の列島改造論はありゃダメだという人がいる。ダメだというのならほかにいい案を出しなさい。」（首相在任中の演説の常套句）

## 関連人物
- 吉田茂
- 池田勇人
- 佐藤栄作
- 福田赳夫
- 椎名悦三郎
- 大平正芳
- 中曽根康弘
- 竹下登
- 小佐野賢治
- 佐藤昭子
- 早坂茂三
- 鳩山邦夫
- 小沢一郎
- 小渕恵三
- 二階堂進
- 石破二朗
- 川島正次郎
- 保利茂
- 橋本登美三郎
- 橋本龍太郎
- 愛知揆一
- 松野頼三
- 江崎真澄
- 木村武雄
- 山下元利
- 小坂徳三郎
- 大野市郎
- 白洲次郎
- 細川護煕
- 木村禧八郎
- 木内昭胤
- ジェラルド・フォード
- ヘンリー・キッシンジャー
- 井上房一郎
- 榎本敏夫
- 榎本三恵子